# Ẩm thực Ý

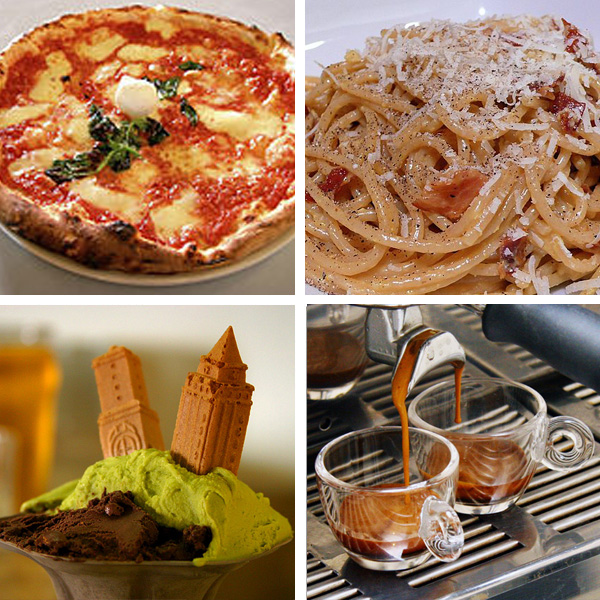
Ẩm thực Ý (theo chiều kim đồng hồ): Pizza Margherita, mì spaghetti alla carbonara, cà phê espresso, và kem gelato.

Ẩm thực Ý đã phát triển qua nhiều thế kỷ với những biến động chính trị và xã hội, với nguồn gốc lùi lại cho đến thế kỷ thứ IV trước Công nguyên. Ẩm thực Ý chịu ảnh hưởng lớn từ Etruscan, Hy Lạp cổ đại, La Mã cổ đại, Byzantine, người Do Thái và các món ăn Ả Rập, Etruscan, Hy Lạp cổ đại, La Mã cổ đại, Byzantine, và Do Thái. Thay đổi đáng kể đã diễn ra cùng với sự phát hiện Tân thế giới và việc du nhập một loạt cây lương thực như khoai tây, cà chua, ớt và ngô, hiện nay là các thành phần chính của các món ăn, nhưng đã không được du nhập với số lượng lớn cho đến thế kỷ thứ 18. Ẩm thực Ý được chú ý với sự đa dạng trong các vùng miền, phong phú của sự khác biệt trong hương vị, và được biết đến là một trong những nền ẩm thực phổ biến nhất trên thế giới, với ảnh hưởng ra các nước khác trên thế giới.
Thành phần và các món ăn khác nhau theo vùng. Nhiều món từng là đặc sản của vùng nhưng đã phát triển mạnh với những thay đổi trong cả nước. Pho mát và rượu vang là một phần quan trọng trong ẩm thực, tên gọi của vùng xuất xứ được luật quy định và với nhiều biến thể (Denominazione di origine controllata) (DOC). Cà phê, đặc biệt là espresso, đã trở thành một phần quan trọng trong ẩm thực Ý.

## Lịch sử
Ẩm thực Ý đã phát triển qua nhiều thế kỷ. Mặc dù nước Ý được biết đến là không thống nhất cho đến thế kỷ XIX, nền ẩm thực có thể tìm ra nguồn gốc lùi về đến thế kỷ thứ IV trước Công nguyên. Qua nhiều thế kỷ, nước láng giềng khu vực, kẻ chinh phục, các đầu bếp cao cấp, biến động chính trị và phát hiện ra Tân thế giới đã ảnh hưởng đến một trong những nền ẩm thực đầu tiên trên thế giới.

### Cổ đại

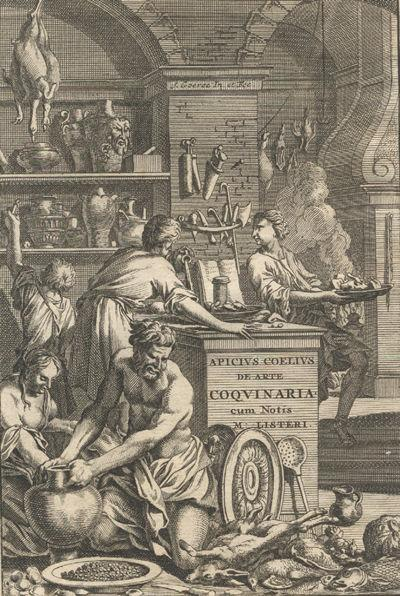
Apicius', De re coquinaria, ấn bản 1709.

Người đầu tiên viết về thức ăn Ý được biết đến là Archestratus, một người Sicilia gốc Hy Lạp từ Siracusa, vào thế kỷ thứ IV trước Công nguyên. Ông đã viết một bài thơ nói về cách sử dụng các thành phần món ăn "chất lượng hàng đầu và theo mùa". Ông nói rằng mùi vị không nên bị các loại gia vị, thảo dược và gia vị khác lấn át. Ông đặt tầm quan trọng về việc chế biến đơn giản món cá. Phong cách này dường như bị lãng quên trong thế kỷ thứ I khi De coquinaria lại được xuất bản với 470 công thức nấu ăn kêu gọi sử dụng nhiều loại gia vị và thảo dược. Người La Mã mướn người làm bánh Hy Lạp để sản xuất bánh mì và pho mát nhập khẩu từ Sicilia, vì là Sicilia đã có một danh tiếng là nơi sản xuất pho mát tốt nhất. Người La Mã nuôi dê lấy thịt, và trồng atisô và tỏi tây.
Sự đơn giản bị xóa bỏ và thay thế bởi một văn hóa của nghệ thuật ẩm thực mà người La Mã phát triển. Thời gian trôi qua, cuốn De re coquinaria được xuất bản trong thế kỷ thứ nhất sau công nguyên, nó bao gồm 470 công thức sử dụng nhiều loại gia vị và rau thơm. Người La Mã tuyển dụng người làm bánh Hy Lạp để sản xuất bánh mì và nhập khẩu pho mát từ Sicilia vì ngươi Sicilia có danh tiếng là nhà sản xuất pho mát tốt nhất. Người La Mã nuôi dê để lấy thịt, và trồng atisô và tỏi tây.

### Hiện đại

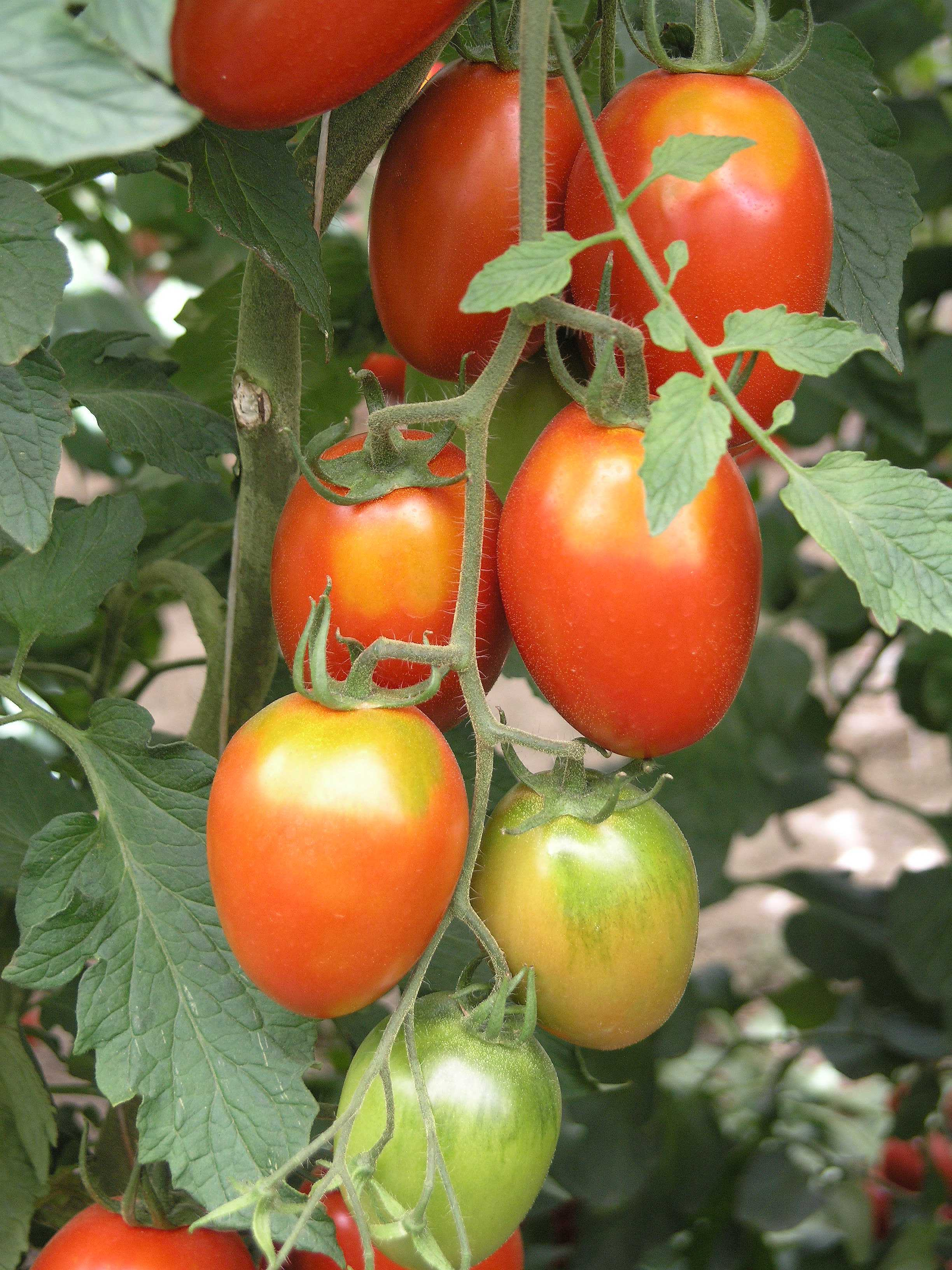
Cà chua là phần điển hình của ẩm thực Ý, nhưng chỉ được sử dụng phổ biến từ cuối thế kỷ 18.

Đầu thế kỷ 18, sách nấu ăn Ý bắt đầu chú trọng vào tính vùng miền của ẩm thực Ý thay vì Ẩm thực Pháp. Các sách không viết về đầu bếp chuyên nghiệp nữa mà viết về những bà nội trợ giai cấp tư sản. Theo định kỳ dưới dạng sách như La cuoca cremonese ("đầu bếp của Cremona") năm 1794 đưa ra một chuỗi các nguyên liệu theo mùa cùng với các chương về thịt, cá và rau. Thời gian trôi qua, kích thước, sự phổ biến và tần suất của những quyển sách này tăng dần lên.
Trong thế kỷ 18, các sách y tế cảnh báo nông dân chống tại đồ ăn tinh chế vì họ tin rằng loại thức ăn này không tốt cho tiêu hoá và cơ thể cần những bữa ăn có lợi cho sức khoẻ. Một số người tin rằng nông dân ăn đồ không tốt vì họ thích thế. Tuy nhiên, nhiều nông dân phải ăn thức ăn thối và bánh mì mốc vì đó là tất cả những gì họ có thể trang trải.
Năm 1779, Antonio Nebbia từ Macerata ở vùng Marche, viết Il Cuoco Maceratese ("Đầu bếp của Macerata"). Nebbia chỉ ra sự quan trọng của các loại rau địa phương và pasta, cơm và gnocchi. Về nguyên liệu, ông ấy đánh giá cao rau và thịt gà hơn các loại thịt khác.
Năm 1773, Il Cuoco Galante ("Người đầu bếp lịch sự") của Neapolitan Vincenzo Corrado nhấn mạnh đặc biệt về Vitto Pitagorico (đồ chay). Cuốn sách này là cuốn đầu tiên đặt cà chua làm vai trò trung tâm với mười ba công thức về nó.
Năm 1790, Francesco Leonardi đã phác thảo lịch sử của ẩm thực Ý từ thời La Mã và đưa ra công thức đầu tiên của ông ấy về nước xốt cà chua trong cuốn L'Apicio moderno ("Apicius hiện đại").
Trong thế kỷ 19, Giovanni Vialardi, đầu bếp của vua Victor Emmanuel, viết A Treatise of Modern Cookery and Patisserie với các công thức "thích hợp cho những gia đình khiêm tốn". Nhiều công thức của ông viết cho các món vùng miền từ Turin bao gồm mười hai công thức về khoai như Genoese Cappon Magro. năm 1829, Il Nuovo Cuoco Milanese Economico bởi Giovanni Felice Luraschi viết về các món ăn Milan như Thận với cá cơm và chanh và Gnocchi alla Romana. La Cucina Genovese của Gian Battista và Giovanni Rattoin năm 1871 viết về ẩm thực Liguria. Cuốn sách này có công thức đầu tiên cho pesto. La Cucina Teorico-Pratica viết bởi Ippolito Cavalcanti có công thức đầu tiên cho pasta với cà chua.
La scienza in cucina e l'arte di mangiare bene ("Khoa học nấu ăn và Nghệ thuật ăn"), bởi Pellegrino Artusi, xuất bản lần đầu năm 1891, được đánh giá rộng rãi là phát súng thần công của ẩm thực Ý tân cổ điển, và bây giờ nó vẫn được in. Công thức của nó đến từ Romagna và Toscana, nơi ông ấy sống.

## Nguyên liệu
Ẩm thực Ý có rất nhiều nguyên liệu đa dạng thường được sử dụng, từ hoa quả, nước xốt, thịt, v.v. Ở Bắc Ý, cá (như cá tuyết, hoặc baccalà), khoai tây, gạo, ngô, xúc xích, thịt lợn, và các loại pho mát khác nhau là các nguyên liệu phổ biến nhất. Các món pasta sử dụng cà chua phổ biến trên toàn nước Ý.
Ở Bắc Ý dù có rất nhiều các loại mì ống nhồi nhân, Polenta và risotto phổ biến ngang nhau. Nguyên liệu Liguria bao gồm các món cá và hải sản; húng quế (trong pesto), các loại hạt và dầu ô liu rất phổ biến. Ở Emilia-Romagna, các nguyên liệu phổ biến bao gồm giăm bông (prosciutto), xúc xích (cotechino), các loại salami khác nhau, nấm cục, pho mát Grana, Parmigiano-Reggiano, và cà chua (xốt Bolognese hoặc ragù).
Ẩm thực Trung Ý truyền thống sử dụng các nguyên liệu như cà chua, tất cả các loại thịt, cá và pho mát pecorino. Ở pasta Toscana (đặc biệt là pappardelle) theo truyền thống được phục vụ với nước xốt thịt (bao gồm thịt thú săn). Cuối cùng ở Nam Ý, cà chua tươi hoặc xốt cà chua, hạt tiêu, ô liu và dầu ô liu, tỏi, atisô, cam, pho mát ricotta, cà tím, bí ngòi, một số loại cá (cá cơm, cá mòi và cá ngừ) và nụ bạch hoa là các ẩm thực địa phương quan trọng.
Ẩm thực Ý cũng được biết đến rộng rãi với sự đa dạng của pasta. Pasta bao gồm các loại mì có độ dài, rộng và hình dáng khác nhau. Chúng được đặc tên theo hình dáng—penne, maccheroni, spaghetti, linguine, fusilli, lasagne và nhiều loại khác được nhồi nhân như ravioli và tortellini.
Từ pasta cũng được sử dụng để nói về các món mà trong đó sản phẩm từ pasta là nguyên liệu chính. Người ta người ăn nó với nước xốt. Có hàng trăm hình dáng của pasta và ít nhất chúng có tên riêng địa phương.
Các ví dụ bao gồm spaghetti (dây mỏng), rigatoni (ống hoặc hình trụ), fusilli (xoáy), và lasagne (tấm). Bột viên, như gnocchi (làm từ khoai tây) và spätzle giống mì, đôi khi cũng được coi là pasta. Chúng đều là truyền thống trong các vùng ở Ý
Pasta được phân loại theo hai kiểu cơ bản: khô và tươi. Pasta khô không được làm từ trứng và có thể được chứa đến 2 năm trong điều kiện lý tưởng, trong khi pasta tươi có thể để một vài ngày trong tủ lạnh. Pasta thường được nấu bằng cách luộc. Dưới luật của Ý, pasta khô (pasta secca) chỉ có thể được làm từ bột lúa mì cứng flour hoặc bột semolina lúa mì. Và nó thường được ở dụng ở Nam Ý nhiều hơn sơ với Bắc Ý vì Bắc Ý có truyền thống thích pasta trứng tươi.
Bột lúa mì cứng và semolina có màu vàng. Pasta Ý theo truyền thống được nấu theo kiểu al dente (tiếng Ý: cứng để cắn được, nghĩa là không mềm quá). Ngoài Ý, pasta khô thường được làm từ các loại bột khác, nhưng sẽ cho ra sản phẩm mềm hơn và không thể nấu theo kiểu al dente. Có rất nhiều loại bột mì với cấp độ gluten và chất đạm khác nhau phụ thuộc vào loại ngũ cốc được sử dụng.
Các loại pasta cụ thể cũng có thể sử dụng các ngũ cốc và phương pháp xay khác, được chỉ rõ theo luật. Một số loại pasta, như pizzoccheri, được làm từ bột mạch ba góc. Pasta tươi có thể bao gồm trứng (pasta all'uovo 'pasta trứng'). Pasta bột mì nguyên cám dần trở nên phổ biến hơn vì nó có lợi cho sức khoẻ hơn so với bột mì tinh chế.

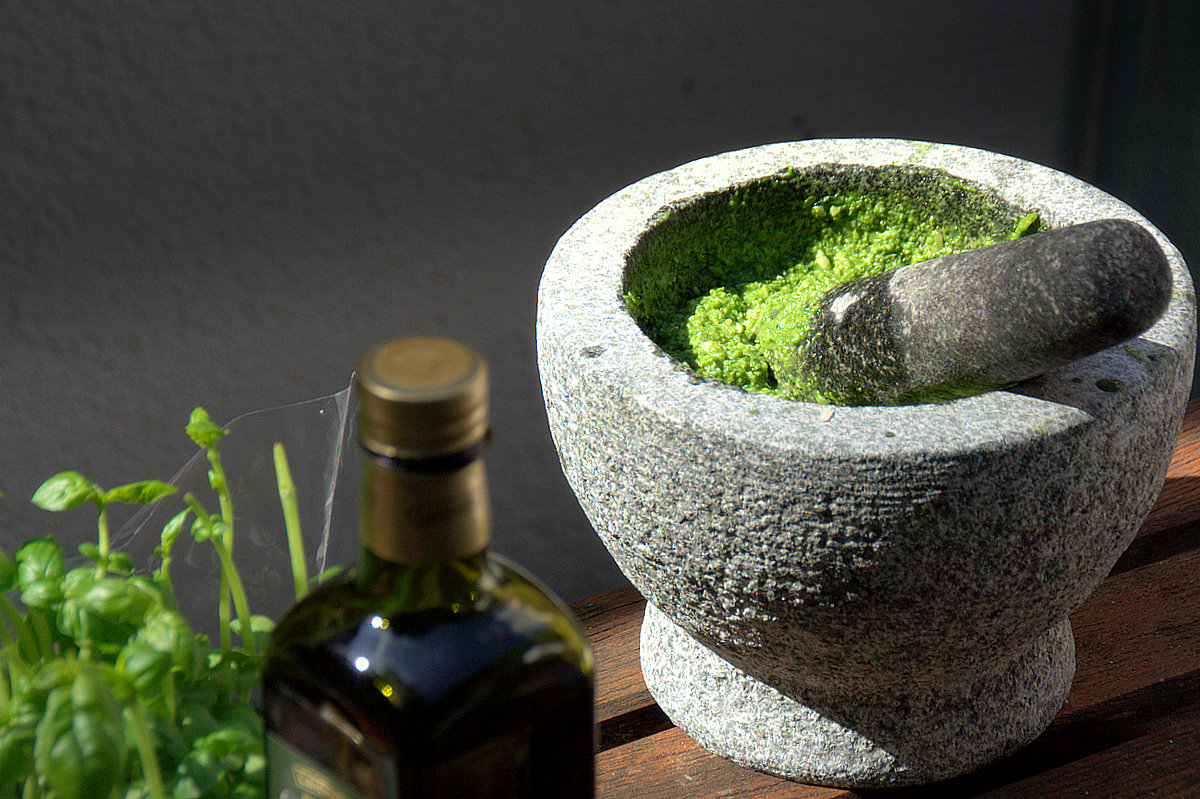
Pesto, một loại xốt Liguria làm từ húng, dầu ô liu và hạt thông, mọi người ăn nó với pasta
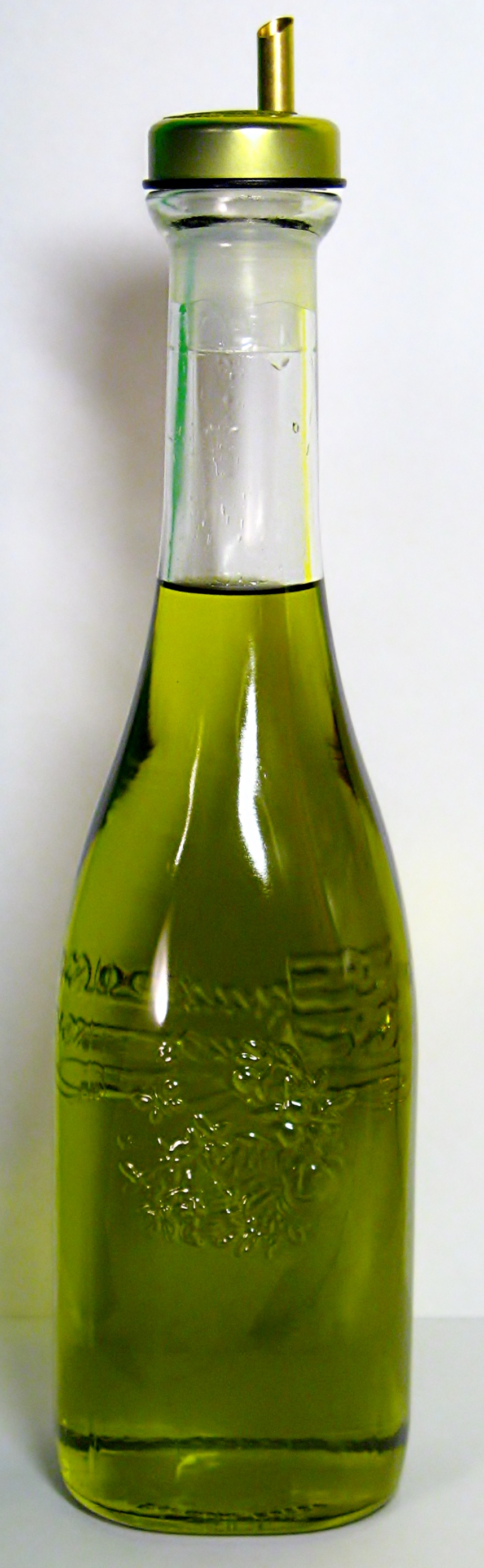
Dầu ô liu là chất béo thực vật phổ biến nhất trong cách nấu ăn kiểu Ý, và là cơ sở của các loại nước xốt, thường thay thế cho chất béo động vật của bơ và mỡ.

## Ẩm thực theo vùng
Mỗi vùng ở Ý có đặc sản riêng của nó, về cơ bản là ở mức độ vùng miền, nhưng cũng có ở mức độ tỉnh. Sự khác biệt có thể đến từ các quốc gia lân cận (như Pháp và Áo), vùng đó gần với núi hay biển và kinh tế của vùng đó. Ẩm thực Ý cũng thay đổi theo mùa với sự ưu tiên sử dụng các nguyên liệu tươi.

### Abruzzo và Molise

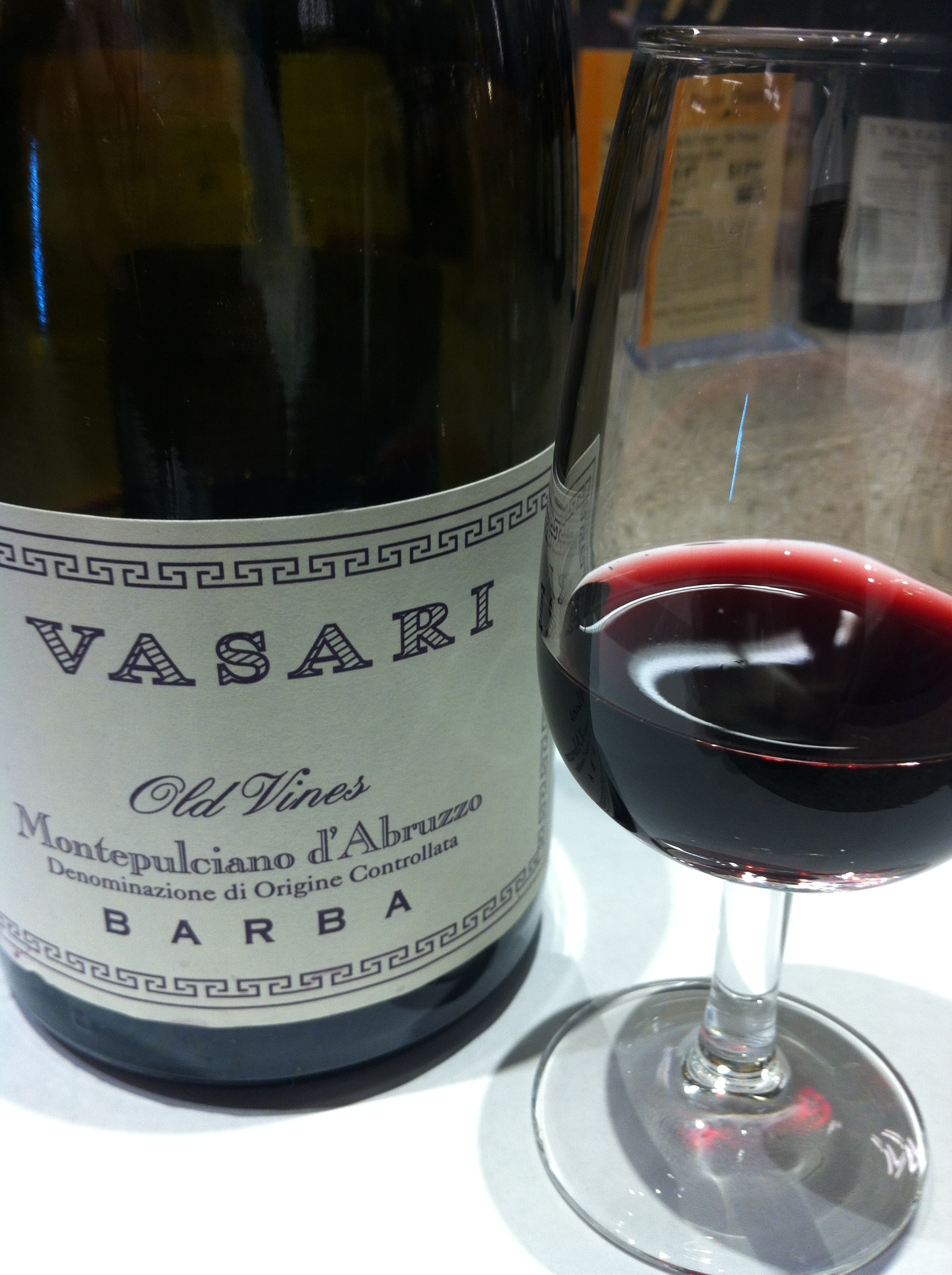
Rượu vang Montepulciano d'Abruzzo có ký hiệu được làm từ cây nho cổ

Pasta, thịt và rau là trung tâm của ẩm thực Abruzzo và Molise. Ớt (peperoncini) là điển hình của Abruzzo, mọi người gọi nó là diavoletti ("quỷ nhỏ") bởi độ cay của nó. Vì lịch sử dài của nghề chăn cừu ở Abruzzo và Molise, các món cừu phổ biến ở đây. Thịt cừu thường được sử dụng với pasta. Nấm (thường là nấm dại), hương thảo, và tỏi cũng được sử dụng rộng rãi ở ẩm thực Abruzzo.
Nổi tiếng nhất là dầu ô liu tuyệt đối tinh khiết được sản xuất ở những cánh đồng địa phương trên đồi của vùng này, được đánh dấu theo mức độ chất lượng DOP và được coi là một trong những loại tốt nhất của Ý. Rượu vang như Montepulciano DOCG và Trebbiano d'Abruzzo DOC được coi là trong số các loại rượu vang tốt nhất thế giới. Năm 2012 chai Trebbiano d'Abruzzo Colline Teramane xếp hạng #1 trong lễ trao giải 50 rượu vang Ý tốt nhất. Centerbe ("một trăm thảo mộc") là loại rượu mùi thảo mộc cay cực mạnh (độ cồn 72%) của địa phương. Một loại rượu mùi khác là genziana, sản phẩm trưng cất của rễ gentian.
Món nổi tiếng nhất của Abruzzo là arrosticini, các miếng thịt cừu thiến nhỏ trên những que gỗ được nướng trên than. Chitarra (nghĩa đen là "đàn ghi-ta")là một công cụ mà qua đó bột nhào pasta được trải ra để cắt. Ở Teramo, các món ăn địa phương bao gồm súp virtù (được làm với legume, các loại rau và thịt lợn); timballo (pasta dạng tấm có nhân thịt, rau và cơm); và mazzarelle (dồi cừu nhồi với tỏi, marjoram, xà lách, và các loại gia vị). Sự phổ biến của saffron, được trồng ở tỉnh L'Aquila, đã giảm dần trong những năm gần đây. Món phổ biến nhất của Molise là cavatelli, là một loại pasta dài được làm bằng tay giống maccheroni được làm từ bột mì, semolina và nước, thường được phục vụ với nước xốt thịt, súp lơ và nấm. Bánh quy Pizzelle là món tráng miệng phổ biến, được biệt là trong mùa Giáng Sinh.

### Apulia

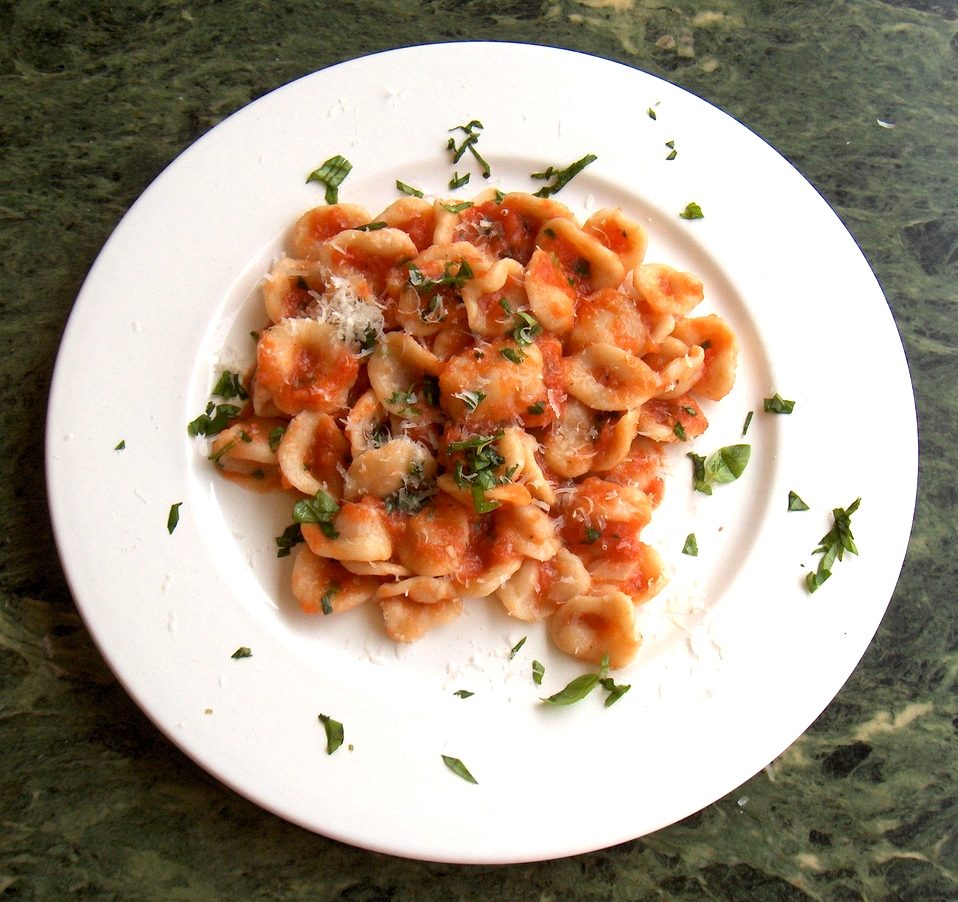
Orecchiette với xốt cà chua

Apulia là một nơi sản xuất đồ ăn lớn: là nơi sản xuất chính bao gồm lúa mạch, cà chua, bí ngòii, súp lơ xanh, ớt chuông, khoai tây, cà tím, súp lơ trắng, thì là, rau diếp quăn, đậu gà, đậu lăng, các loại đậu và pho mát (như pho mát caciocavallo truyền thống). Apulia cũng là nơi sản xuất dầu ô liu lớn nhất nước Ý. Biển cung cấp lượng cá và hải sản dồi dào được sử dụng rộng rãi trong ẩm thực vùng miền, đặc biệt là hàu, vẹm.
Dê và cừu đôi khi cũng được sử dụng. Vùng này nổi tiếng với pasta làm từ lúa mì cứng và món pasta truyền thống kiểu orecchiette, người ta thường dùng nó với xốt cà chua khoai tây, vẹm,hoặc cime di rapa. Pasta với cà chua bi và rau arugula cũng phổ biến.
Các món tráng miệng vùng miền bao gồm zeppola, bánh doughnut thường phủ với đường bột và có nhân custard (sữa trứng), thạch, kem bánh cannoli hoặc một hỗn hợp bơ mật ong. Trong Giáng Sinh, người Apulia làm một loại bánh rất truyền thống có hình hoa hồng gọi là Cartellate Lưu trữ ngày 3 tháng 9 năm 2011 tại Wayback Machine. Nó được chiên và chấm vào Vin Cotto, một loại rượu vang biến đổi hoặc trong một số trường hợp là nước ép sung.

### Basilicata

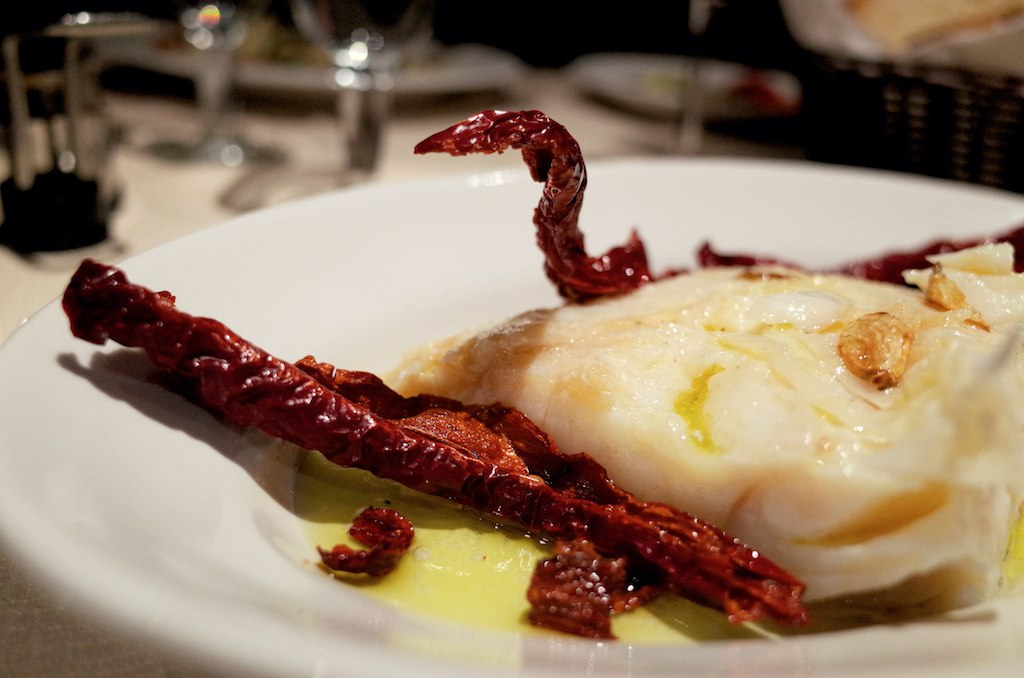
Baccalà alla lucana là một món truyền thống từ Basilicata

Ẩm thực Basilicata hầu như dựa trên các nguyên liệu không đắt và bắt nguồn sâu sắc từ truyền thống nông thôn.
Thịt lợn là một phần mở rộng của ẩm thực vùng miền, người ta thường dùng nó làm xúc xích hoặc được nướng trên xiên. Các loại xúc xích khô từ vùng này là lucanica và soppressata. Lợn rừng và thịt cừu cũng rất phổ biến. Các loại xốt pasta thường dựa trên thịt hoặc rau. Ớt peperoncini cay được sử dụng rộng rãi, cũng như quả được gọi là "peperoni cruschi" (ớt giòn). Vùng này sản xuất các loại pho mát như Pecorino di Filiano PDO, Canestrato di Moliterno PGI, Pallone di Gravina và Paddraccio và dầu ô liu như Vulture PDO.
Basilicata được biến đến với pasta troccoli và capunti giống với spaghetti, một loại pasta hình trái xoan ngắn và dày có có hình dạng rống với quả đậu rỗng mở. Người ta thường phục vụ Capunti với xốt cà chua hoặc các loại xốt thịt.
Lagane e ceci là một trong các món truyền thống, còn được biết đến là piatto del brigante (món của du côn), pasta được chuẩn bị với đậu gà và cà chua gọt vỏ; rafanata, một loại trứng ốp la với củ cải ngựa; ciaudedda, món rau củ hầm với atisô, khoai tây, đậu răng ngựa và pancetta; và baccalà alla lucana, một trong số ít các công thức nấu ăn với cá. Món tráng miệng bao gồm taralli dolci, được làm với đường và tiểu hồi cần để tạo mùi; và calzoncelli, bánh rát nhân kem hạt dẻ và sô cô la.
Loại vang nổi tiếng nhất trong vùng là Aglianico del Vulture DOCG, các loại khác bai gồm Matera DOC, Terre dell'Alta Val d'Agri và Grottino di Roccanova.
Basilicata cũng được biết đến với nước khoảng của nó, cái mà được bán rộng rãi khắp Ý. Suối nước hầu hết nằm ở vùng trũng núi lửa của khu vực Vulture.

### Calabria
Ở Calabria, có lịch sử bị cai trị bởi House of Anjou và Napoleon, cùng với ảnh hưởng từ Tây Ban Nha, tác động tới ngôn ngữ và các kỹ năng nấu ăn có thể được nhìn thấy ở cách đặt tên ví dụ như bánh, gatò, từ chữ tiếng Pháp gateau. Hải sản bao gồm cá kiếm, tôm, tôm hùm, nhím biển và mực. Pasta giống như Macaroni được sử dụng rộng rãi trong các món ăn vùng miền, thường được phục vụ với nước xốt dê, bò hoặc lợn với ricotta mặn.
Các món chính bao gồm Frìttuli (thịt lợn), các loại xúc xích cay (như Nduja và Capicola), dê và ốc. Dưa gang và dưa hấu theo truyền thống được phục vụ trong salad hoa quả hoặc bọc trong giăm bông. Vang Calabria bao gồm Greco di Bianco, Bivongi, Cirò, Dominici, Lamezia, Melissa, Pollino, Sant'Anna di Isola Capo Rizzuto, San Vito di Luzzi, Savuto, Scavigna, Verbicaro.
Một món ăn khác có nguồn gốc Calabria là pizza Calabria nổi tiếng. Loại bizza này dựa trên cấu trúc Napoli với nước xốt cà chua và đế pho mát. Tuy nhiên, điều làm loại pizza này độc đáo là vị cay, nhưng ngon của nó. Một số nguyên liệu có trong pizza Calabria bao gồm: soppressata cay thái mỏng, capicola cay, ớt cay và mozzarella tươi. Pizza Calabria đã trở thành một phần được biết đến rộng rãi trong các nhà hàng Ý khắp thế giới.

### Campania

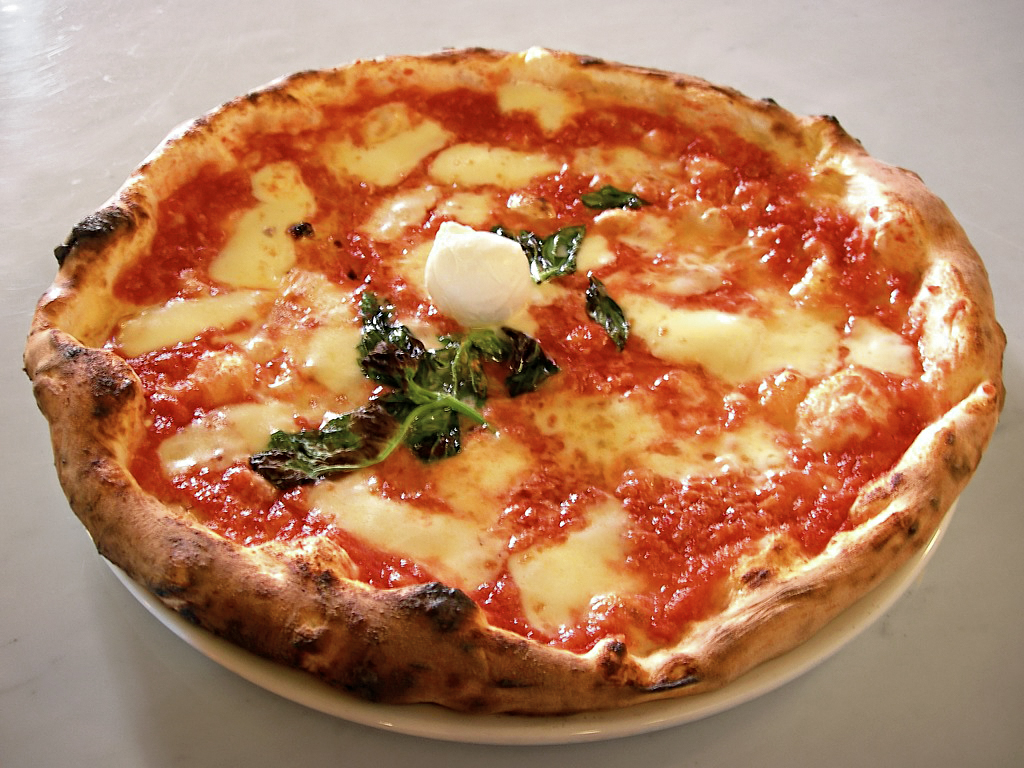
Pizza Napoli truyền thống

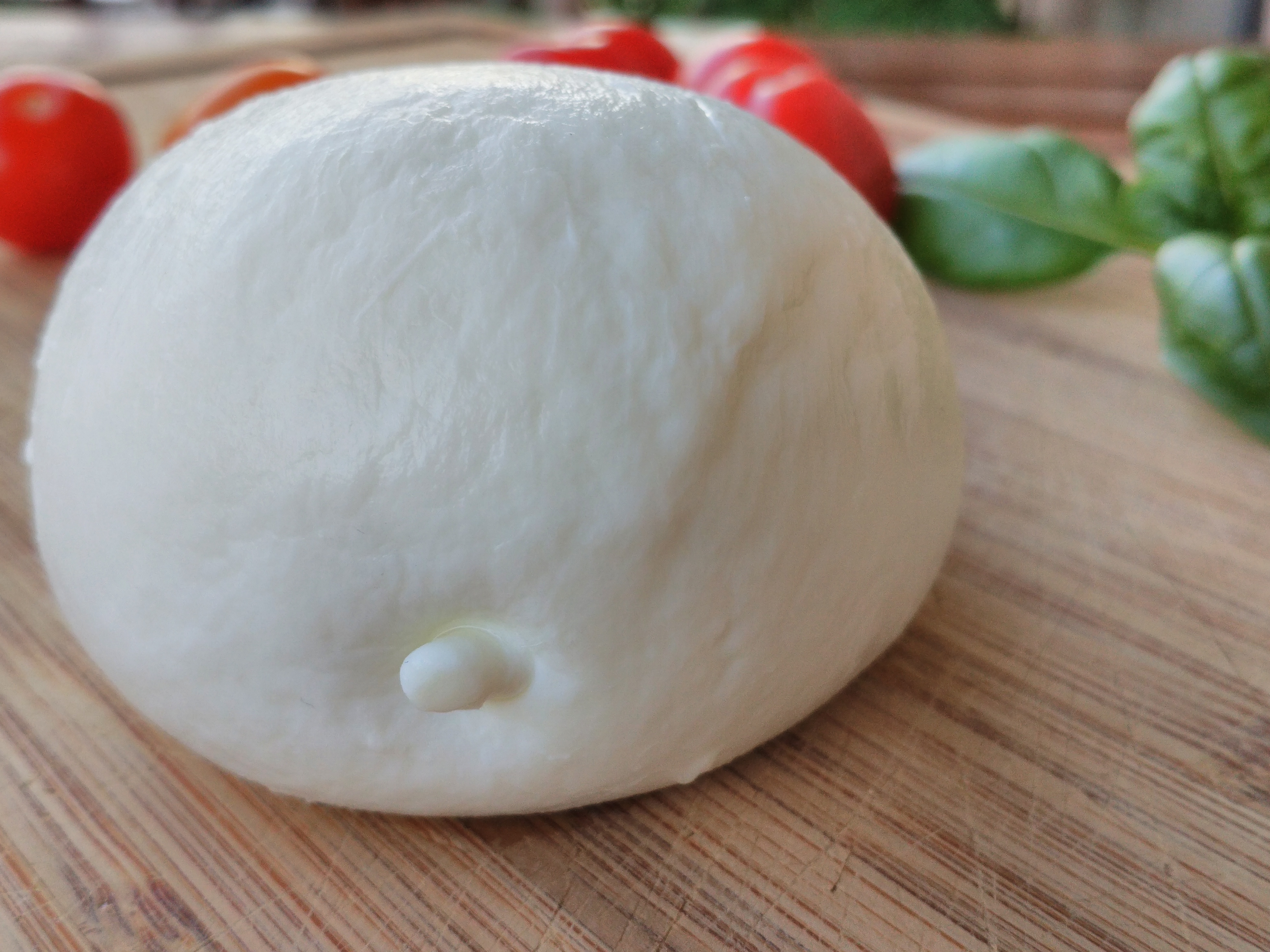
Mozzarella di bufala

Campania sản xuất rộng rãi cà chua, ớt, hành lá, khoai tây, atisô, thì là, chanh và cam, chúng đều hấp thụ hương vị của đất vùng núi lửa. Vịnh Napoli cung cấp cá và hải sản. Campania là một trong những nhà sản xuất và tiêu thu pasta lớn nhất ở Italy, đặc biệt là spaghetti. Trong ẩm thực vùng miền, pasta được nấu trong nhiều cách mà bao gồm xốt cà chua, pho mát, sò và động vật có vỏ.
Spaghetti alla puttanesca là một món nổi tiếng được làm với ô liu, cà chua, cá cơm, cà chua, bạch hoa, ớt và tỏi. Vùng này cũng nổi tiếng với sự sản xuất mozzarella của nó (đặc biệt là sữa từ trâu nước) được sử dụng trong nhiều món, bao gồm parmigiana (cà tím thái rán được chia tầng với pho mát và cà chua ở giữa, sau đó nướng). Các món tráng miệng bao gồm struffoli (bột chiên ngập dầu), pastiera có thành phần chính là ricotta và sfogliatelle, babà nhúng rượu rum.
Bắt nguồn từ ẩm thực Napoli, pizza đã trở nên phổ biến trên rất nhiều phần trên thế giới. Pizza mà món bánh nướng lò dẹt hình tròn thường được phủ với xốt cà chua, pho mát (thường là mozzarella) và các nguyên liệu khác tuỳ thuộc vào văn hoá. Từ khi pizza xuất hiện, nhiều loại pizza khác đã được phát triển.
Vì Napoli từng là thủ đô của vương quốc Hai Sicilia, ẩm thực của nó giống với ẩm thực truyền thống của vùng Campania, tạo nên sự cân bằng giữa các món dựa trên nguyên liệu nông thôn (pasta, rau, pho mát) và các món hải sản (cá, động vật giáp xác, động vật thân mềm). Một loạt các công thức nấu ăn bị ăn hưởng từ ẩm thực quý tộc địa phương, nó timballo và sartù di riso, món pasta hoặc cơm với sự chuẩn bị rất kĩ lưỡng, trong khi các món bắt nguồn từ truyền thống phổ biến chứa các nguyên liệu rẻ mà giàu dinh dưỡng, như pasta với đậu và các món pasta khác với rau.
Các loại vang vùng miền nổi tiếng là Aglianico (Taurasi), Fiano, Falanghina, và Greco di Tufo.

### Emilia-Romagna
Emilia-Romagna được biết đến với pasta từ bột lúa mì mềm và trứng và có nhân. Tiểu vùng Romagna cũng được biết đến với các món pasta như cappelletti, garganelli, strozzapreti, sfoglia lorda và tortelli alla lastra hoặc loại pho mát squacquerone rất độc đáo, món ăn nhẹ piada nổi tiếng khắp thế giới.
Ở tiểu vùng Emilia, ngoài trừ Piacenza là ảnh hưởng nặng nề từ ẩm thực của Lombardia, người ta ít ăn cơm hơn. Polenta, một món từ ngô, phổ biến ở cả Emilia và Romagna.
Bologna và Modena nổi bật với các món pasta như tortellini, lasagne, gramigna và tagliatelle, chúng cũng có thể được tìm thấy ở nhiều vùng khác. Giấm balsamic nổi tiếng chỉ được làm ở các thành phố của Emilia bao gồm Modena và Reggio Emilia, tuân theo các phương pháp truyền thốgn. Pho mát Parmigiano-Reggiano được sản xuất ở Reggio Emilia, Parma, Modena và Bologna và được sử dụng nhiều trong nấu ăn, trong khi loại Grana Padano được sản xuất ở Piacenza.
Mặc dù bờ biển Adriatic là vùng đánh cá chính (nổi tiếng với lươn và sò), vùng này nổi tiếng hơn với các sản phẩm từ thịt, được biệt là thịt lợn, bao gồm: prosciutto, culatello và salami Felinocủa Parma, pancetta, coppa và salami của Piacenza, mortadella và salame rosa của Bologna, zampone, cotechino và cappello del prete của Modena và salama da sugo của Ferrara. Piacenza cũng được biết đến với một số món từ ngựa và lừa. Các món tráng miệng vùng miền bao gồm zuppa inglese (bánh trứng xốp và rượu mùi Alchermes) và panpepato (bánh Giáng Sinh với tiêu, sô cô la, gia vị và hạnh nhân).

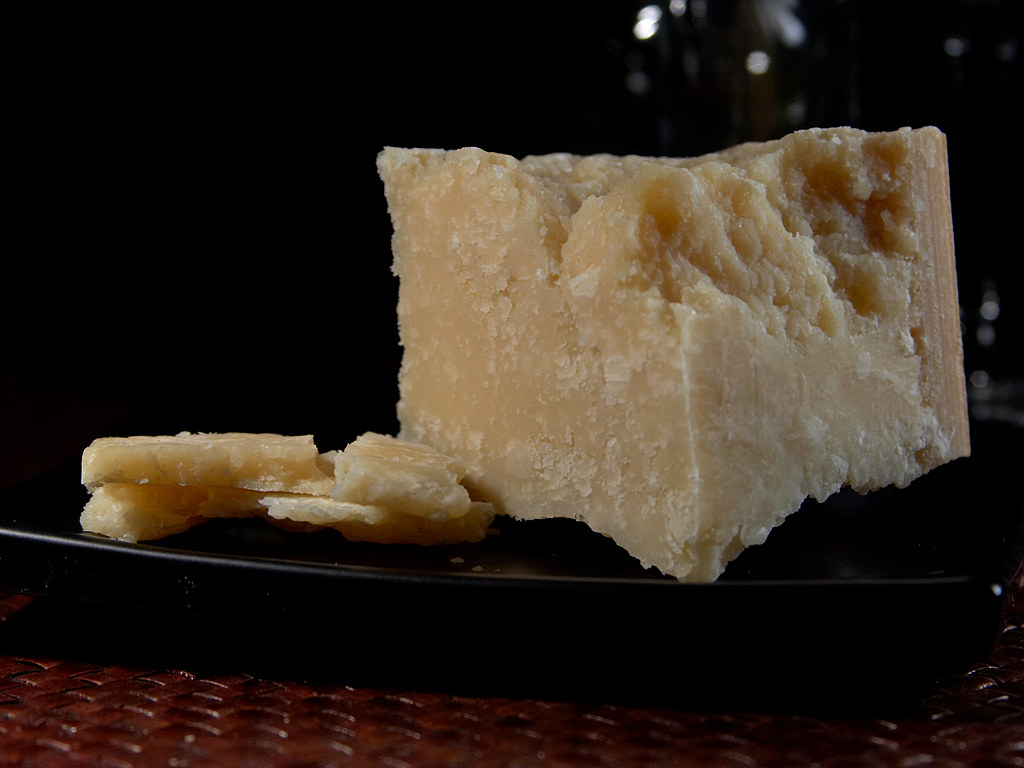
Pho mát Parmigiano
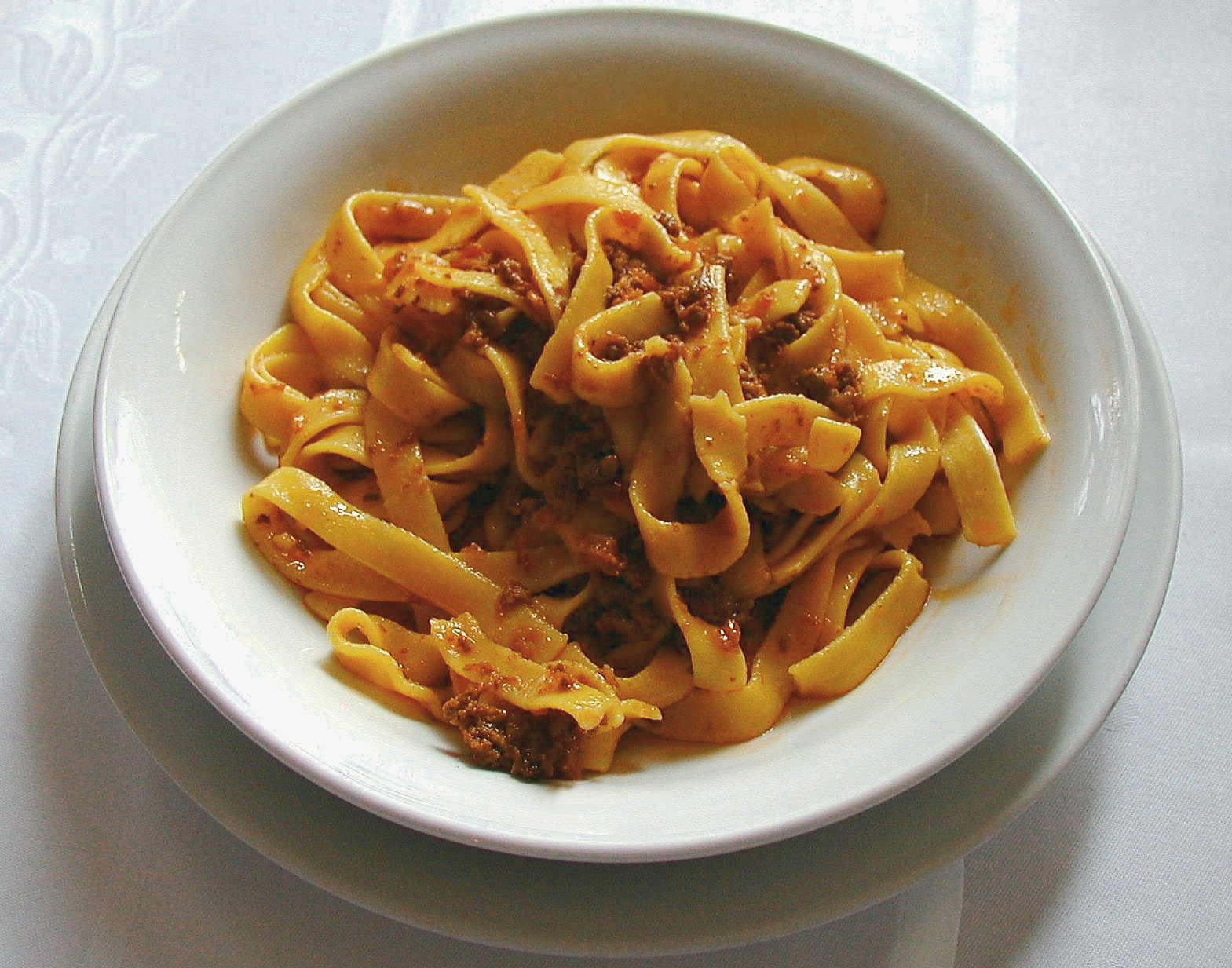
Tagliatelle với xốt bolognese

### Friuli-Venezia Giulia

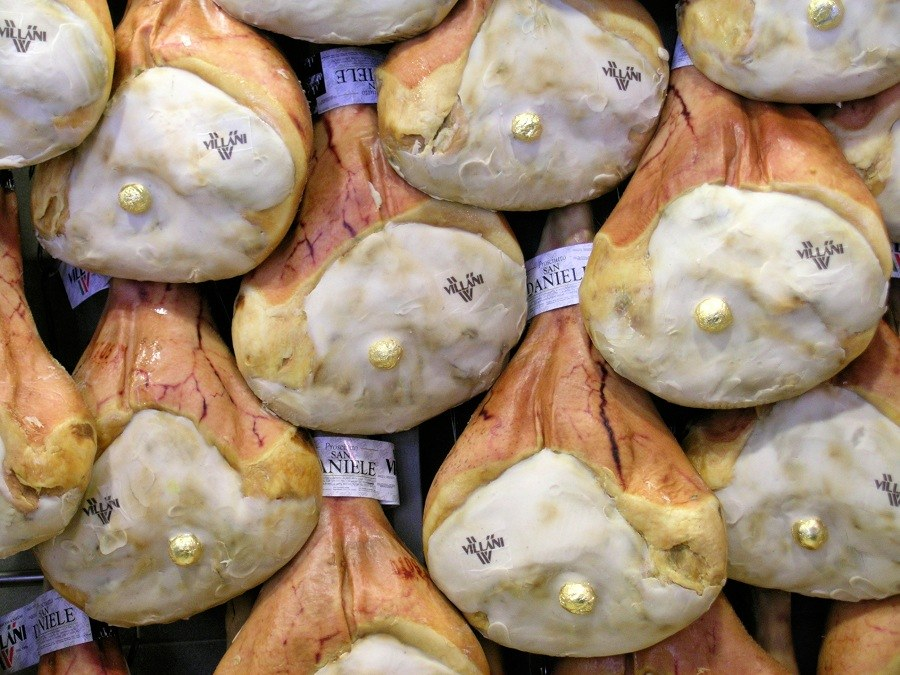
Giăm bông San Daniele

Friuli-Venezia Giulia duy trì, trong ẩm thực của nó, liên kết lịch sử với Đế quốc Áo-Hung. Tỉnh Udine và Pordenone, ở phần phía tây Friuli, được biết đến với thịt muối San Daniele del Friuli, pho mát Montasio, và Frico truyền thống của họ. Các món điển hình các bao gồm pitina (thịt viên từ thịt xông khói), thú săn, các loại gnocchi và polenta khác nhau.
Hầu hết các món ăn phía tây bị ảnh hưởng năng nề bởi ẩm thực Áo, Hungary, Slovenia và Croatia: các món điển hình bao gồm món hầm Istria (súp đậu, dưa cải bắp, khoai tây, thịt xông khói và sườn lợn), xúc xích Viên, goulash, ćevapi, bánh strudel táo, gugelhupf. Thịt lợn có thể cay và thường được nấu ở lò nướng mở gọi là fogolar. Các loại rượu vang loại DOC vùng miền bao gồm Collio Goriziano, Friuli Isonzo, Colli Orientali del Friuli và Ramandolo.

### Liguria

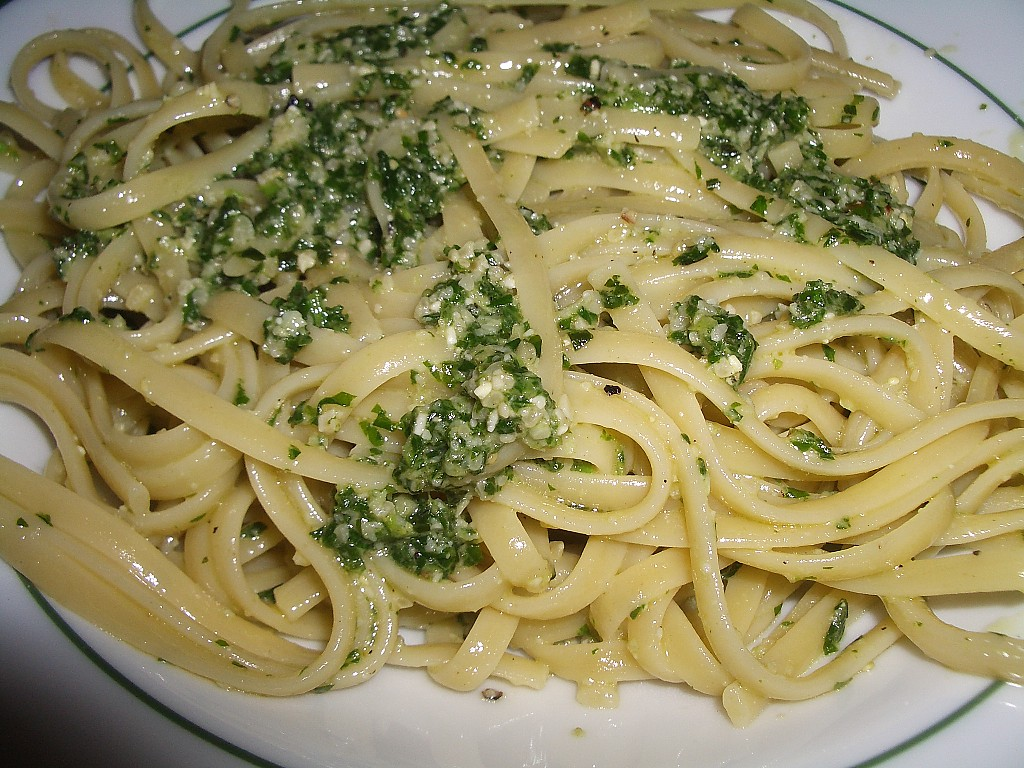
Pasta với xốt pesto

Liguria được biết đến với rau và rau thơm (cũng như hải sản) trong ẩm thực của nó. Bánh pie mặn phổ biến, là sự trộn lẫn của rau và atisô cùng với pho mát, sữa đông và trứng. Hành tây và dầu ô liu được sử dụng. Vì thiếu đất trồng lúa mạch, người Liguria dùng cỏ gà trong farinata và món panissa giống polenta. Farinata được ăn không hoặc thêm hành tây, atisô, xúc xích, pho bánh hoặc cá cơm nhỏ.
Các quận trên đồi sử dụng hạt dẻ làm nguồn cacbonhydrat. Pasta của Liguria bao gồm corzetti từ thung lũng Polcevera; pansoti, một loại ravioli hình tam giác có nhân rau, piccagge, pasta có hình ruy băng làm từ một chút trứng và phục vụ với xốt atisô hoặc xốt pesto; trenette, làm từ bột lúa mạch nguyên cám cắt thành những dải dài và ăn với pesto, đậu luộc và khoai tây; và trofie, một loại gnocchi của Liguria làm từ bột lúa mạch nguyên cám và khoai luộc, được làm thành dạng xoắn và thả vào pesto. Nhiều người Liguria di cư đến Argentina trong cuối thế kỷ 19 và đầu thế kỷ 20, làm ảnh hưởng đến ẩm thực của đất nước này (nếu không thì ẩm thực này chủ yếu là các sản phẩm từ thịt và sữa mà vùng nội địa Liguria không có).

### Lazio

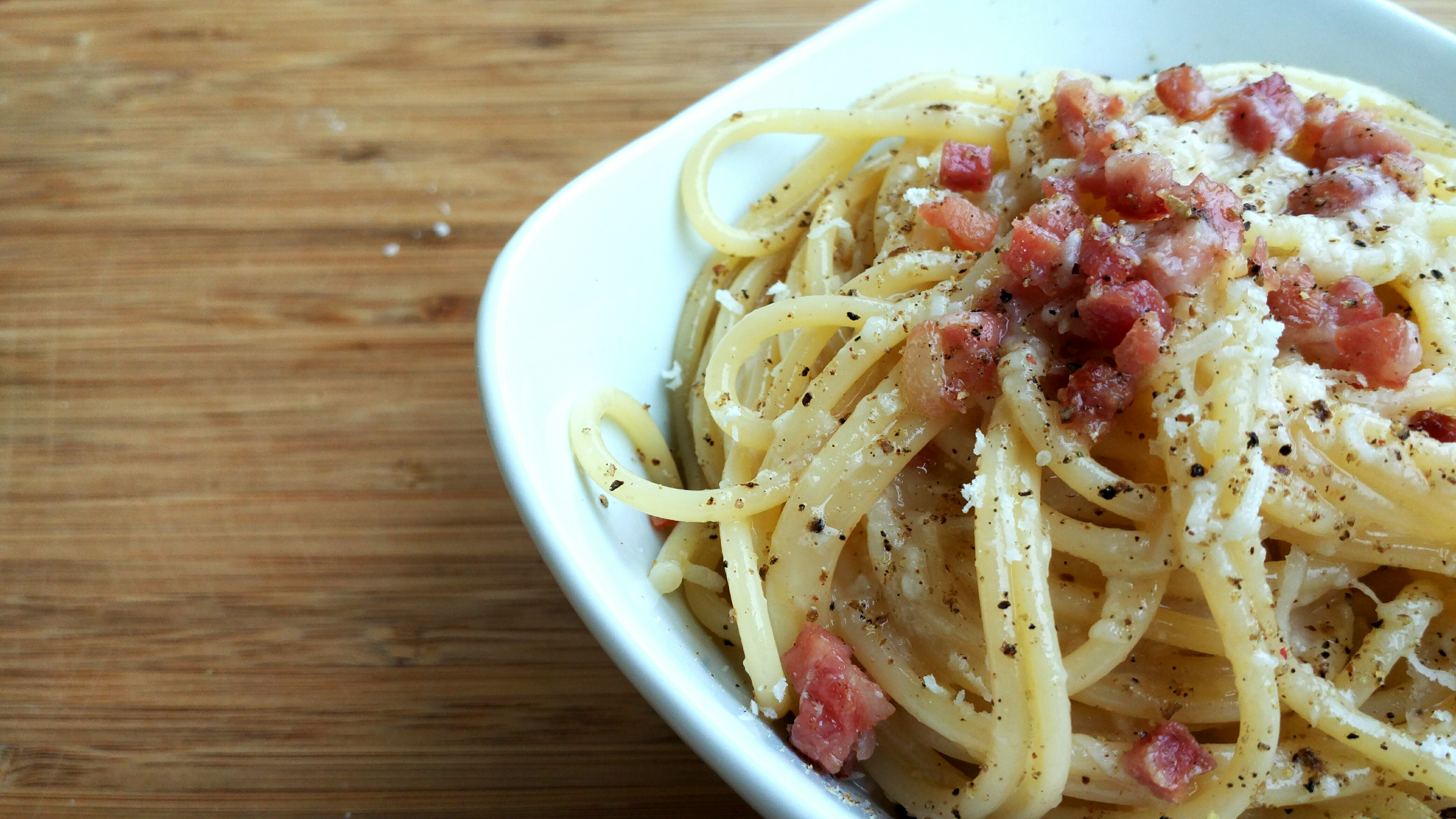
Spaghetti alla carbonara

Các món pasta dựa trên guanciale (giăm bông không xông khói nấu với hàm hoặc má lợn) thường được thấy ở Lazio, như là pasta alla carbonara, và pasta all'amatriciana. Một món pasta của khu vực là arrabbiata, với xốt cà chua cay. Ẩm thực vùng này sử dụng nội tạng rộng rãi, tạo nên những món từ ruột như rigatoni vớt xốt pajata và coda alla vaccinara.
Các sản phẩm điển hình của Lazio là pho mát làm từ sữa cừu (Pecorino Romano), porchetta (lợn quay không xương mặn, béo, và ẩm) và vang trắng Frascati. Ảnh hưởng từ cộng đồng người Do Thái cổ có thể được nhận ra ở món carciofi alla giudia truyền thống của ẩm thực La Mã.

### Lombardia
Ẩm thực vùng miền của Lombardia chủ yếu dựa trên các nguyên liệu như ngô, gạo, thịt bò, thịt lợn, bơ, và mỡ. Các món cơm rất phổ biến ở vùng này, thường thấy trong các loại súp cũng như risotto. Phiên bản nổi tiếng nhất là risotto alla milanese, được nêm với saffron và thường được phục với các món chính của Milan, như ossobuco alla milanese (cẳng bê cắt kho với rau, rượu trắng và nước dùng) và cotoletta alla milanese (một loại côtlet rán giống như Wiener schnitzel, nhưng nấu "cả xương").
Các đặc sản vùng miền khác bao gồm cassoeula (một món điển hình mùa đông nấu từ bắp cải và thịt lợn), Mostarda của Cremona (gia vị béo làm từ hoa quả ướt đường và một loại si-rô vị mù tạt), Bresaola của Valtellina (bò muối sấy khô) và Pizzoccheri (một loại pasta hình ruy băng dẹt, được làm với 80% bột kiều mạch và 20% bột mì nấu với rau, khoai tây thái thành cục và chia tầng với pho mát Valtellina Casera ở giữa) và tortelli di zucca (ravioli với nhân bí cỏ) của Mantua kèm theo bơ chảy và theo sau là gà tây nhồi thịt gà hoặc các món thịt hầm khác.
Các loại pho mát vùng miền bao gồm Robiola, Crescenza, Taleggio, Gorgonzola và Grana Padano (đồng bằng trung và nam Lombardia hỗ trợ nuôi gia súc). Polenta khá phổ biến ở khắp khu vực này. Các món tráng miệng vùng miền bao gồm bánh Giáng Sinh panettone nổi tiếng (bánh mì ngọt với cam, chanh yên, và vỏ chanh, cũng như nho khô).

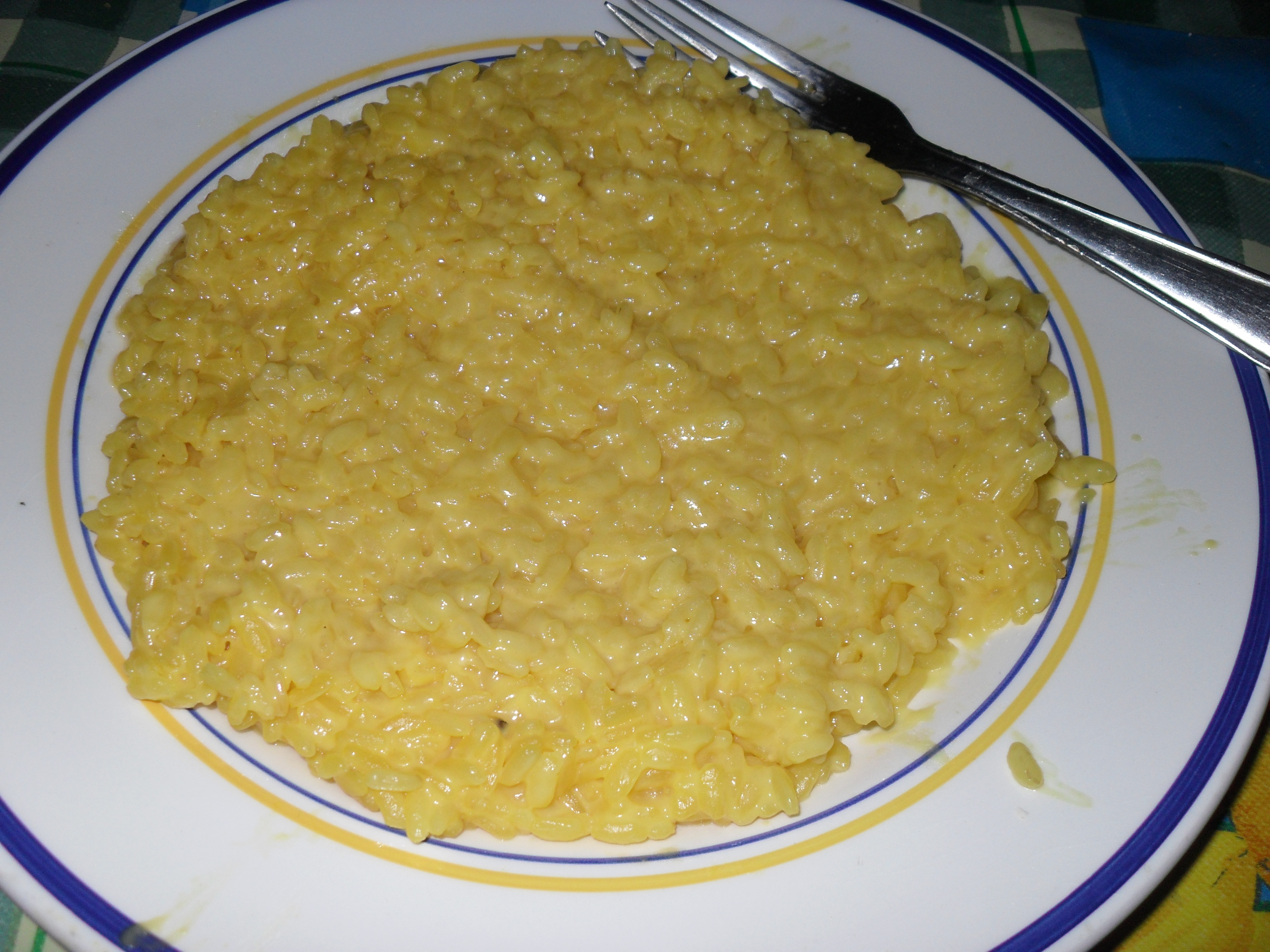
Risotto alla milanese với saffron
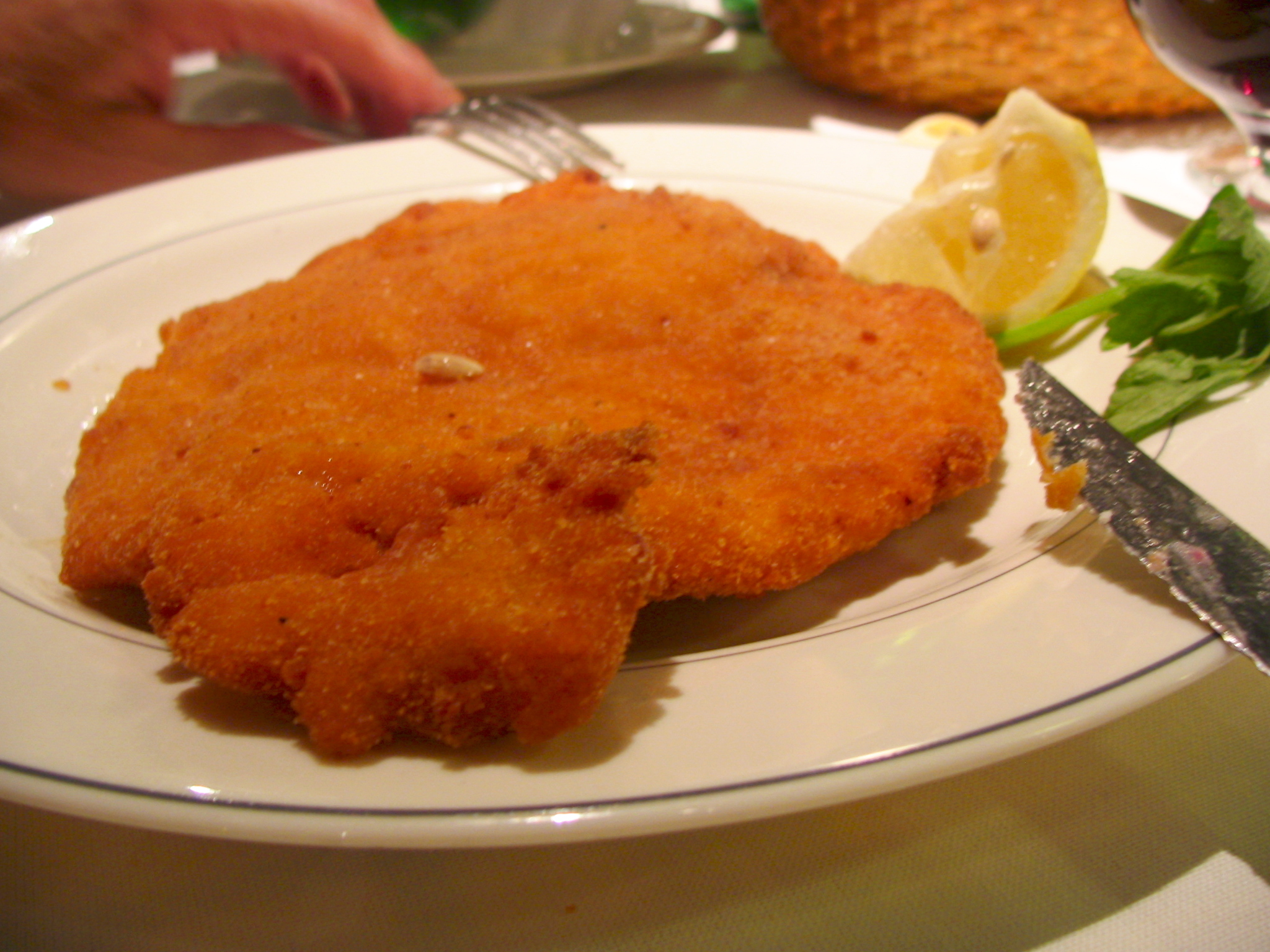
Cotoletta alla milanese truyền thống

### Marche

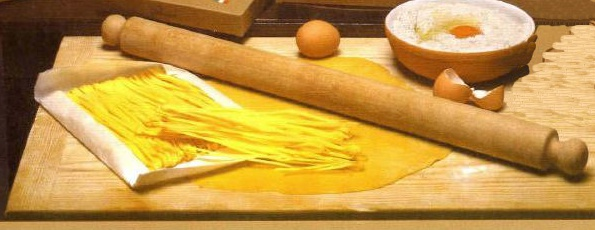
Maccheroncini di Campofilone

Ở vùng bờ biển Marche, người ta sản xuất cá và hải sản. Ở đất liền, lợn nuôi và hoang được sử dụng làm xúc xích và giăm bông. Loại giăm bông này không được thái mỏng, mà được cắt thành từng khúc. Lợn sữa, gà và cá thường được nhồi với hương thảo hoặc thì là và tỏi trước khi nướng quay hoặc xiên.
Ascoli, tỉnh xa nhất về phía nam của Marche, nổi tiếng với Olive all'ascolana, (ô liu bỏ hạt được nhồi với các loại thịt băm, trứng, pho mát Parmesan, rồi rán). Một sản phẩm nổi tiếng khác của Marche là Maccheroncini di Campofilone, từ thị trấn nhỏ Campofilone, một loại pasta thủ công chỉ làm từ bột cứng và trứng, được cắt mỏng và tan chảy trong mồm.

### Piemonte

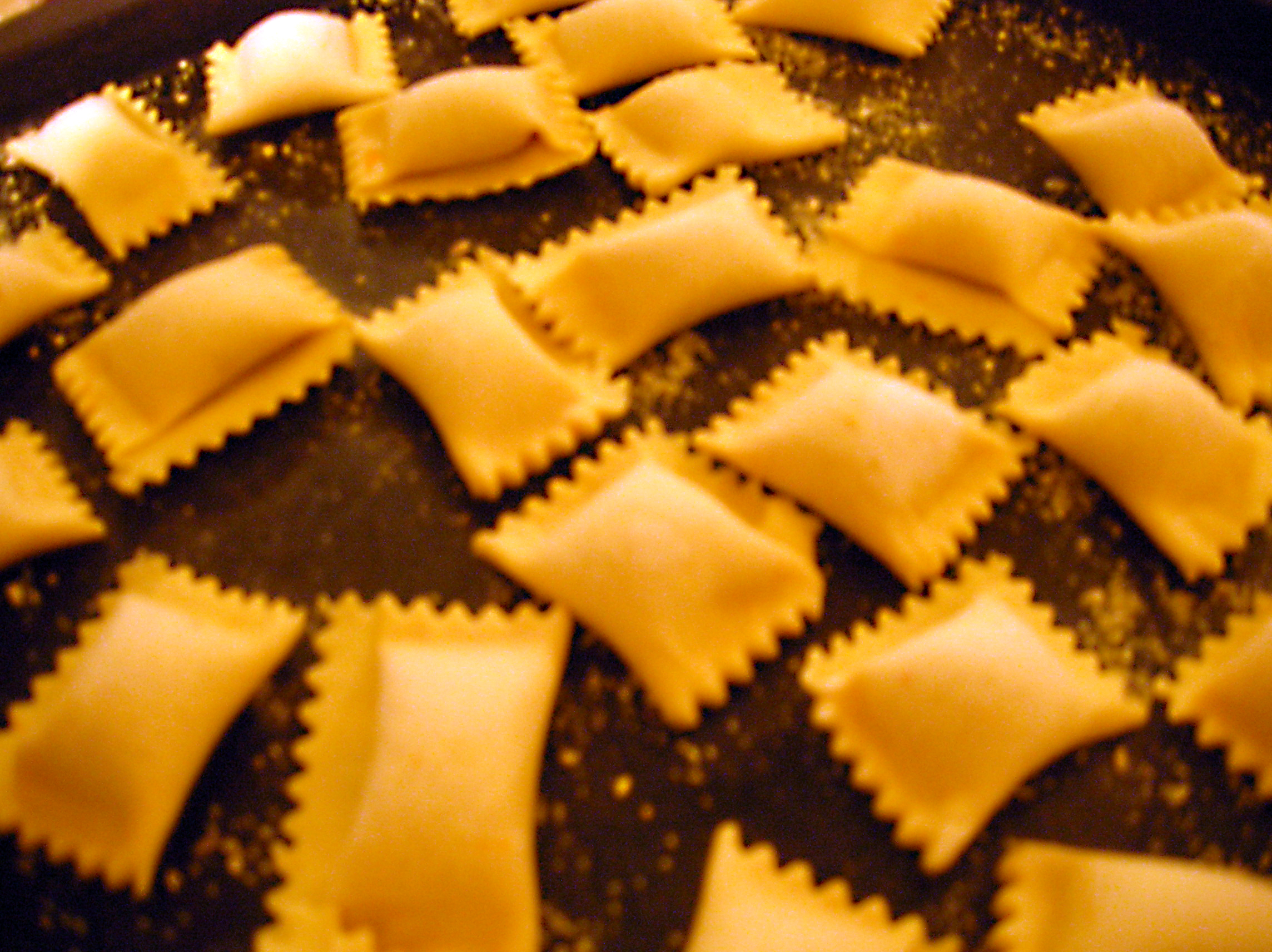
Agnolotti truyền thống của Piemonte

Giữa dãy Anpơ và thung lũng Po, với hệ sinh thái đa dạng, vùng này cung cấp ẩm thực tinh xảo và đa dạng nhất vùng bán đảo Ý. Là điển giao của ẩm thực truyền thống Ý và Pháp, Piemonte là vùng của Ý sở hữu số lượng pho mát lớn nhất có trạng thái địa lý được bảo vệ và rượu vang Denominazione di origine controllata. Nó cũng là nơi mà cả hiệp hôi Thức ăn Chậm trường dạy nấu ăn uy tín nhất của Ý, đại học Khoa học Ẩm thực được thành lập.
Piemonte là vùng có các hoạt động thu hoạch hạt, nấm ăn, cynara cardunculus, đi săn và đánh cá. Nấm cục, tỏi, rau theo mùa, pho mát và gạo đều được sử dụng. Rượu vang từ nho Nebbiolo ví dụ như Barolo và Barbaresco được sản xuất tại đây cũng như rượu vang từ nho Barbera, vang có ga và Moscato d'Asti ngọt, nhẹ, có ga. Vùng này cũng phổ biến về sản xuất Vermouth và Ratafia.
Castelmagno là loại pho mát được đánh giá cao của vùng này. Piemonte cũng phổ biến về chất lượng của thịt bò Carrù.
Món ăn điển hình nhất của truyền thống Piemonte là agnolotti (pasta gập lại với thịt bò quay và nhồi rau), Panissa (một món điển hình của Vercelli, là một loại risotto với gạo Arborio hoặc gạo Maratelli, loại đậu Saluggia điển hình, hành tây, rượu vang Barbera, mỡ lợn, salami, muối và tiêu), taglierini (phiên bản mỏng hơn của tagliatelle), bagna cauda (xốt tỏi, cá cơm, dầu ô liu và bơ) và bicerin (đồ uống nóng được làm từ cà phê, sô cô la và sữa nguyên béo). Cuối cùng Piemonte là một trung những thủ đô bánh nướng và sô cô la của Ý, với các sản phẩm như Nutella, gianduiotto và marron glacé nổi tiếng thế giới.

### Sardegna

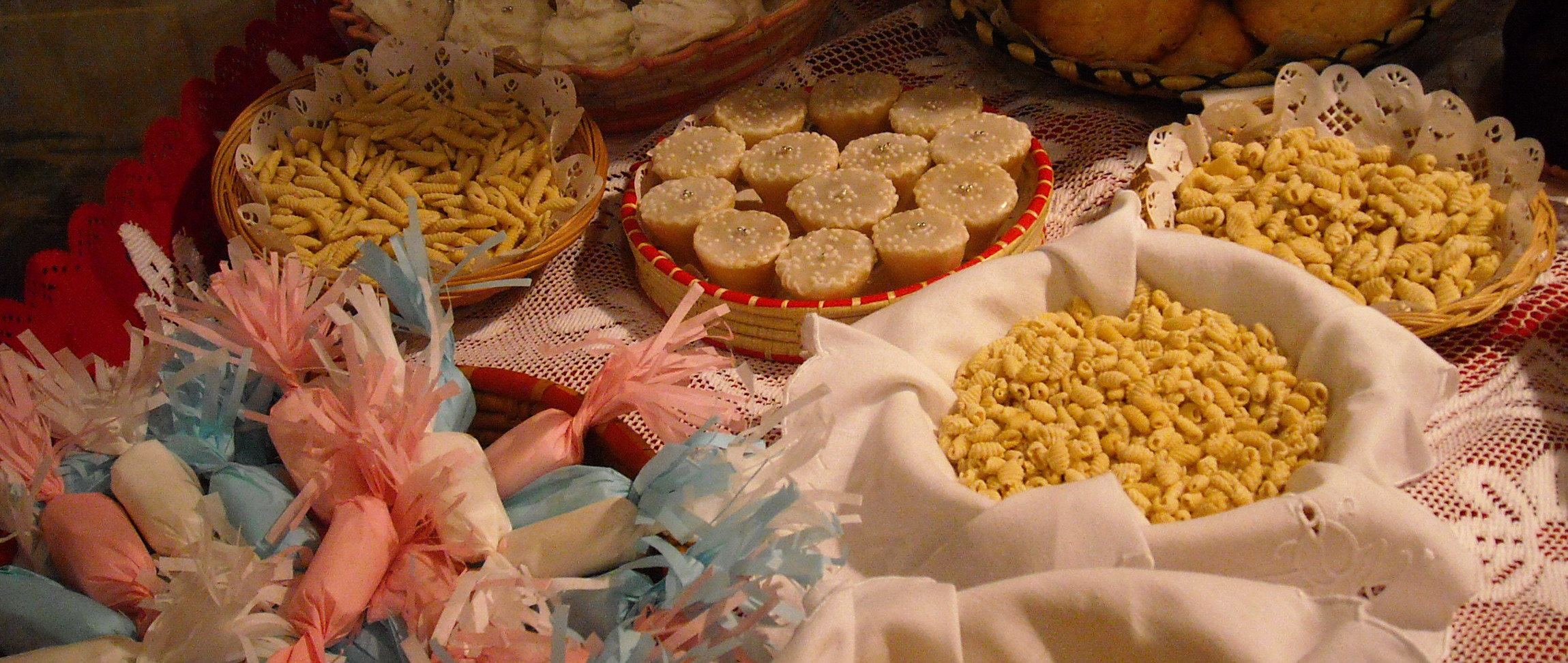
Các loại pasta điển hình của Sardegna

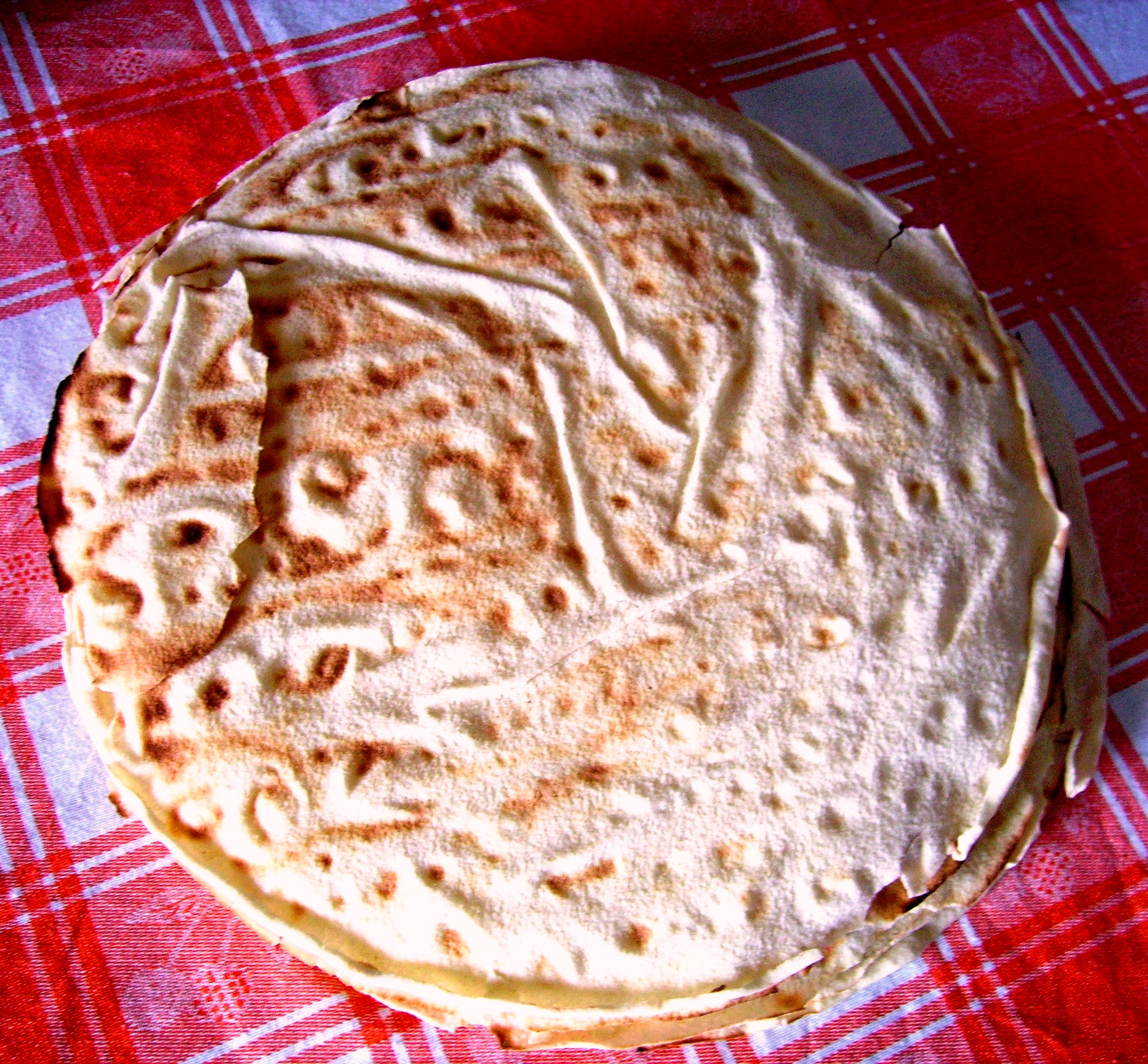
Bánh carasau truyền thống

Lợn sữa và lợn rừng được nướng xiên hoặc luộc trong món hầm với các loại đậu và rau, làm đặc hơn với bánh mì. Các loại rau thơm như bạc hà và sim được sử dụng rộng rãi trong ẩm thực vùng miền. Sardegna cũng có nhiều loại bánh mì đặc biệt, được làm khô, nên để được lâu hơn các loại bánh ẩm.
Một món cũng được nướng là bánh mì carasau civraxiu, coccoi pinatus, một loại bánh rất mang tính trang trí, và pistoccu thường chỉ được làm với bột mì và nước, ban đầu để dành cho người chăn nuôi, nhưng cũng thường được dùng tại nhà với cà chua, húng, oregano, tỏi, và các loại pho mát mạnh. Tôm rồng, tôm càng, mực, cá ngừ, cá mồi là các loại hải sản chính.
Casu marzu là một loại pho mát rất mạnh được sản xuất tại Sardegna, nhưng vướng phải vấn đề pháp lý do mối lo ngại về vệ sinh.

### Sicilia
Sicilia cho thấy dấu tích của tất cả các nền văn hóa xuất hiện trên đảo trong vòng hai thiên niên kỷ trước. Mặc dù ẩm thực này không nghi ngờ gì chủ yếu dựa trên ẩm thực Ý, đồ ăn Sicilia cũng có ảnh hưởng từ đồ ăn Tây Ban Nha, Hy Lạp và Ả Rập. Dionysus được cho là đã giới thiệu rượu vang đến vùng này: một dấu vết lịch sử về sự ảnh hưởng từ Hy Lạp cổ đại.
Người La Mã cổ đại giới thiệu rất nhiều món ăn từ ngỗng. Người Hy Lập Đông La Mã mang đến vị ngọt và chua và người Ả Rập giới thiệu đường, chi cam chanh, gạo, rau chân vịt, và saffron. Người Norman và Saufer thích các món thịt. Người Tây Ban Nha giới thiệu các sản phẩm từ Tân Thế giới bao gồm sô cô la, ngô, gà tây và cà chua.
Hầu hết ẩm thực trên đảo khuyến khích việc sử dụng rau tươi như cà tím, ớt chuông, cà chua, và các loại cá như cá ngừ, cá tráp, cá mú, mực nang, và cá kiếm. Ở Trapani, phía cực tây của hòn đảo, ảnh hưởng từ Bắc Phi rõ rệt trong cách sử dụng nhiều món với couscous, thường kết hợp với cá. Đặc sản truyền thống từ Sicilia bao gồm arancini (một loại croquette cơm chiên), pasta alla Norma, caponata, pani ca meusa, và nhiều món tráng miệng và đồ ngọt như cannoli, granita và cassata).
Điển hình của Sicilia là một loại rượu nâng độ đỏ gọi là Marsala, giống với rượu vang Đà Lạt và được xuất khẩu rất nhiều.

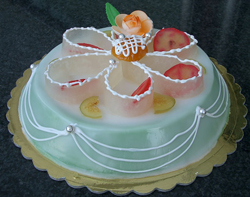
Cassata, một loại bánh của Sicillia bao gồm các loại hạt, nho khô, pho mát ricotta, các loại rượu mùi và hoa quả dầm đường
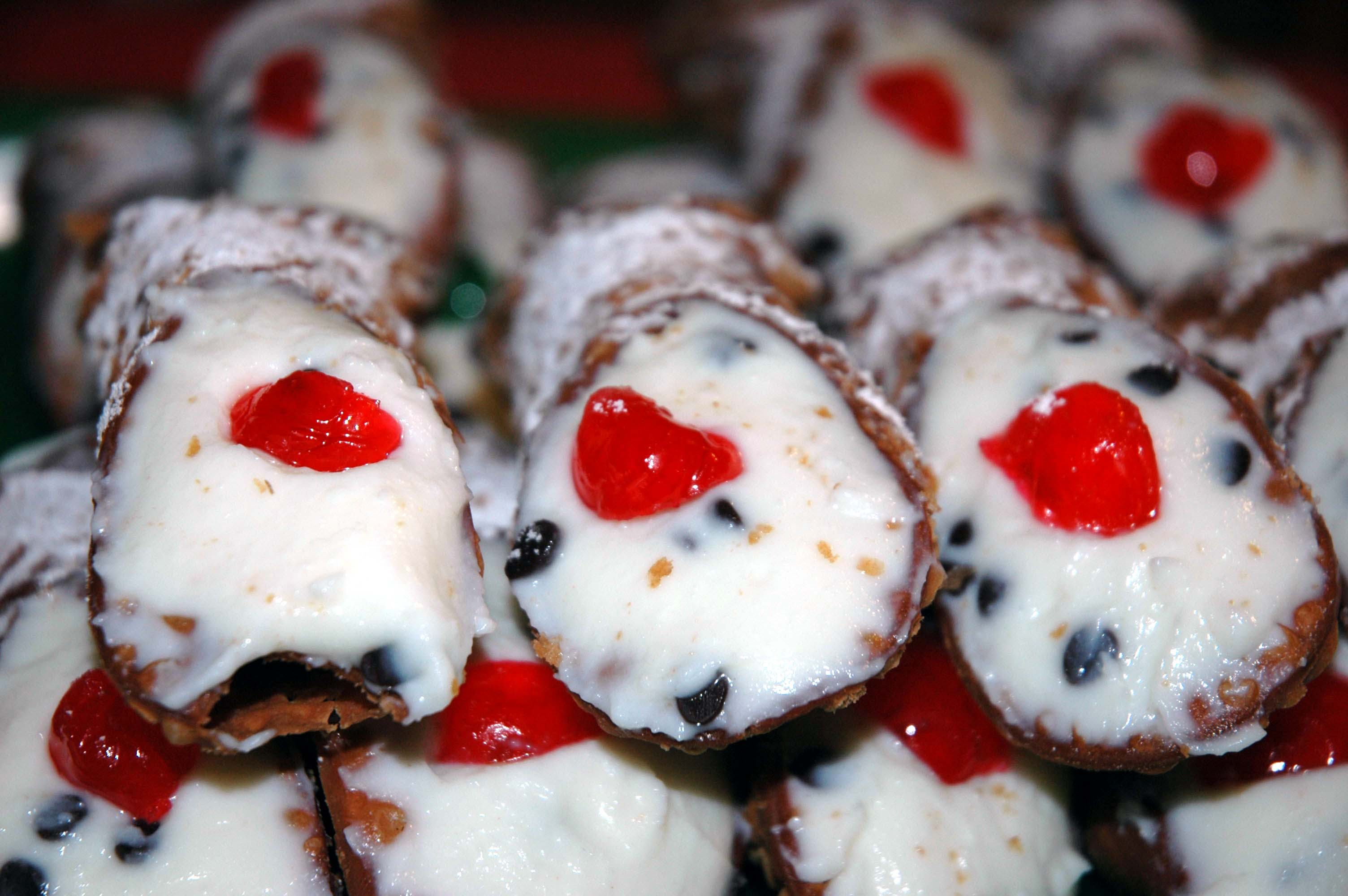
Cannoli, một loại bánh có vị béo của Sicilia

### Umbria

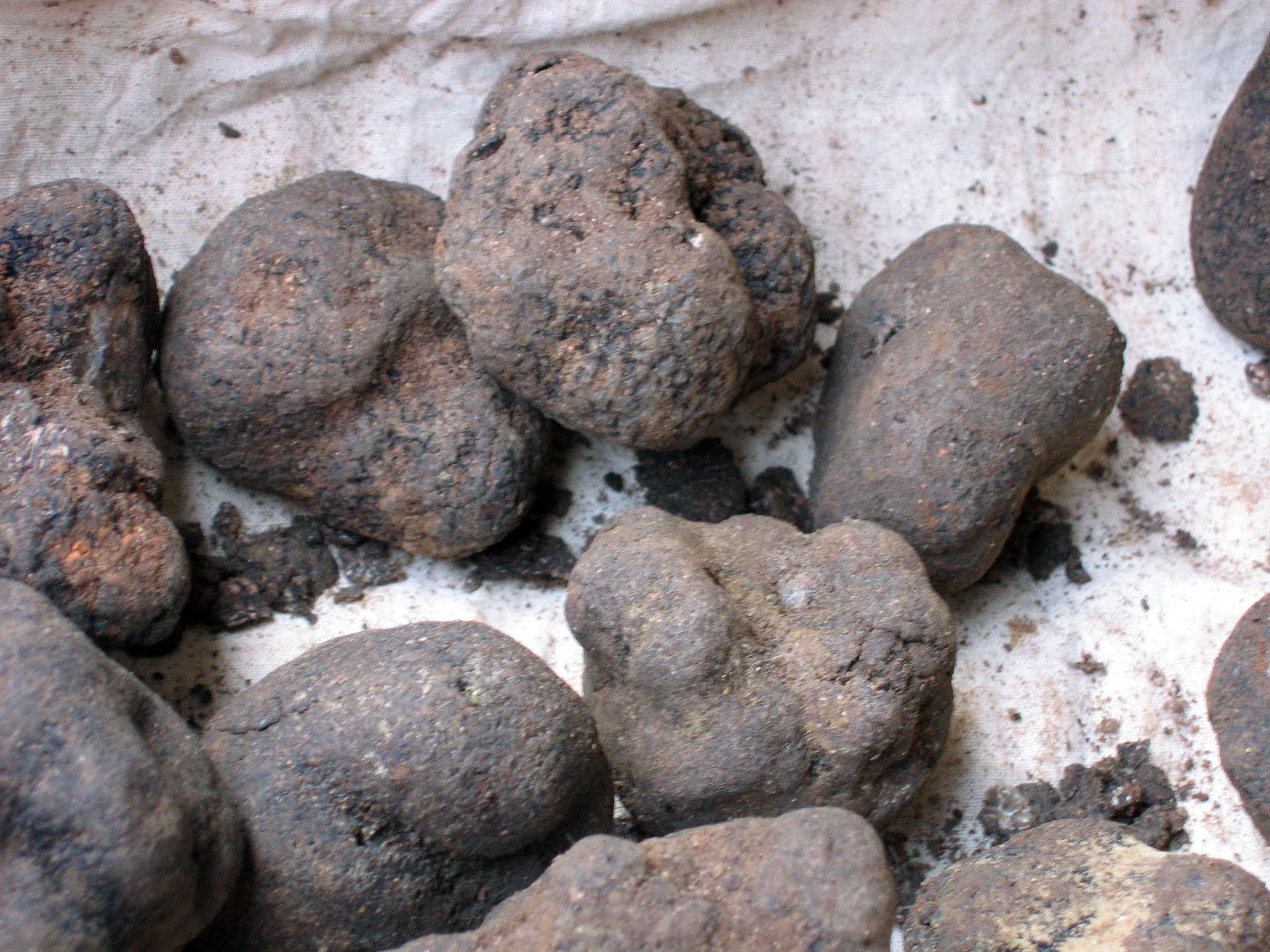
Nấm cục đen từ Norcia

Nhiều món ăn Umbria được chế biến bằng cách luộc hoặc nướng với dầu ô liu và rau thơm. Các món rau phổ biến và mùa xuân và mùa hè, trong khi mùa thu và mùa đông có các cuộc đi săn và nấm nấm cục đen từ Norcia. Các món từ thịt bao gồm xúc xích lợn rừng truyền thống, gà lôi, ngỗng, bồ câu, ếch và ốc. Castelluccio được biết đến với đậu lăng, Spoleto và Monteleone nổi tiếng với lúa mì spenta. Cá nước ngọt bao gồm lasca, cá hồi, cá rô, cá grayling, lươn, cá barbel, cá thịt trắng và cá hanh. Orvieto và Sagrantino di Montefalco là các loại rượu vang vùng miền quan trọng.

### Valle d'Aosta

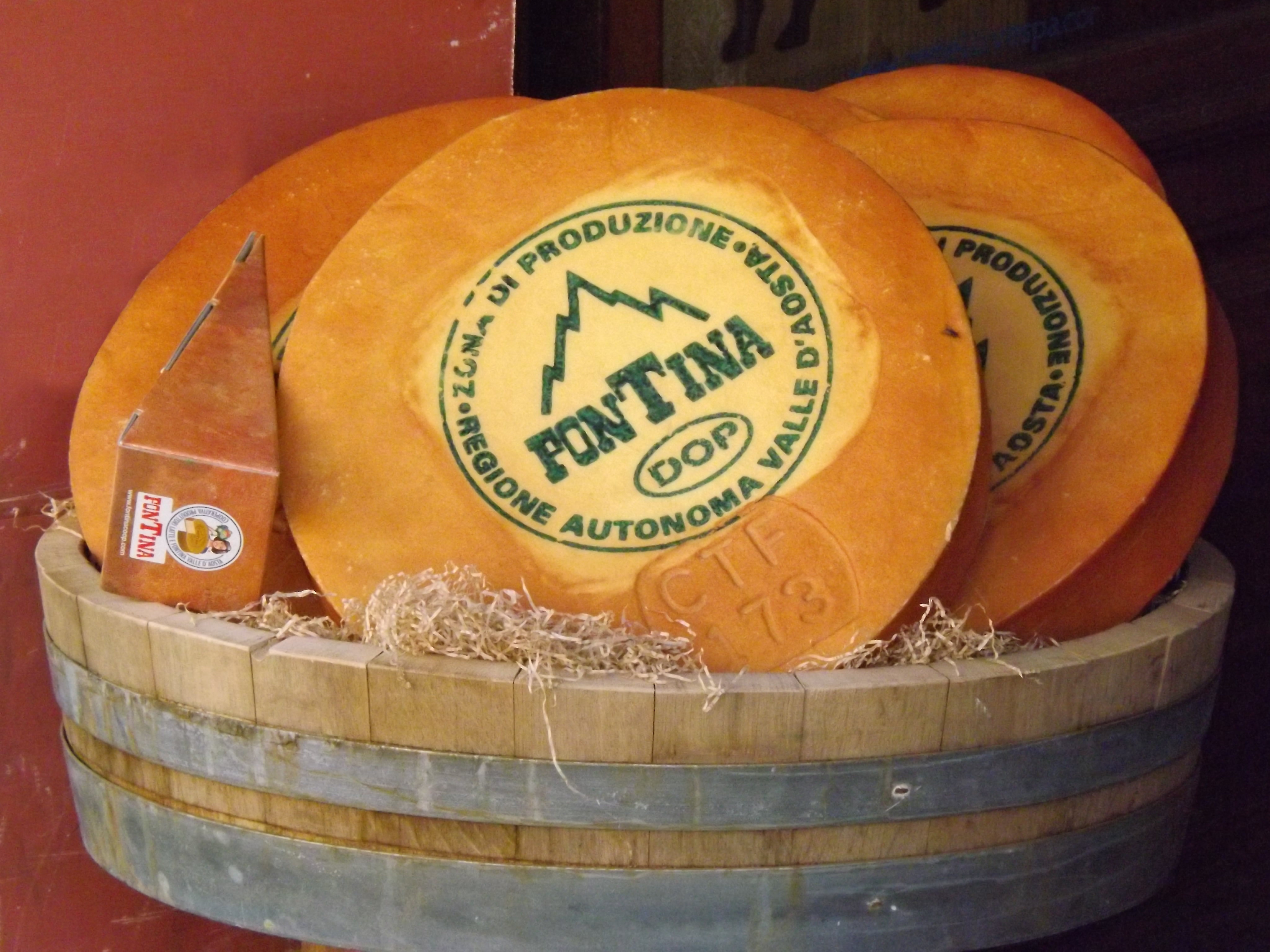
Pho mát Fontina từ Valle d'Aosta

Ở Thung lũng Aosta, súp làm đặc với bánh mì là món ăn truyền thống cũng như pho mát, fondue, hạt dẻ, khoai tây và gạo. Polenta là một sản phẩm chủ yếu cùng với bánh mì đen, thịt muối xông khói, Motsetta (thịt sơn dương xông khói) và thú săn từ vùng rừng và núi. Bơ và kem béo là các thành phần quan trọng trong các món hầm, nướng hoặc kho. Các sản phẩm vùng miền điển hình bao gồm pho mát Fontina, Vallée d'Aoste Lard d'Arnad, vang đỏ và Génépi, rượu mùi làm từ ngải.

### Veneto
Venice và nhiều vùng xung quanh ở Veneto được biết đến với risotto, một món ăn có nguyên liệu có thể thay đổi rất nhiều tuỳ theo khu vực, vì cá và hải sản được thêm vào ở vùng gần biển và bí đỏ, măng tây, xà lách Radicchio và đùi ếch xuất hiện ở vùng cách xa Adriatic. Được làm từ bột ngô xay mịn, polenta là một món ăn nông thôn truyền thống điển hình của Veneto và hầu hết vùng Bắc Ý. Nó có thể xuất hiện trong các món xào và nướng và có thể được phục vụ với các loại pho mát, cá khô hoặc các món thịt.
Một số món polenta chứa porcini, rapini, hoặc các loại thịt và rau khác, như là chim sẻ nhỏ ở món polenta e osei ở Veneto và Lombardy, hoặc xúc xích. Ở một số khu vực ở Veneto người ta làm polenta từ một loại bột ngô đặc biệt, gọi là biancoperla, nên polenta có màu trắng thay vì màu vàng (còn được gọi là polenta bianca).
Đỗ, đậu Hà Lan và các loại legume khác có thể được nhìn thấy ở vùng này với pasta e fagioli (đậu và pasta) và risi e bisi (cơm và đậu Hà Lan). Veneto có nhiều món khó tiêu sử dụng các loại nước xốt và gia vị lạ. Các nguyên liệu như cá khô hoặc đơn giản là cá cơm ướp cũng có thể tìm thấy ở đây.
Ra xa khỏi vùng bờ biển người ta ăn nhiều thịt và ít cá hơn. Các sản phẩm điển hình khác là xúc xích như Soppressa Vicentina, salami tỏi, Piave (pho mát) và Asiago (pho mát). Các loại rau chất lượng cao được ưa chuộng, như là xà lách Radicchio đỏ từ Treviso và măng tây trắng từ Bassano del Grappa.Có thể món phổ biến nhất Venice là fegato alla veneziana, gan bê thái mỏng áp chảo với hành tây.
Mực và mực nang là các món phổ biến, mực của mực được gọi là nero di seppia. Các món tráng miệng vùng miền bao gồm tiramisu (được làm từ bánh chấm trong cà phê, chia tầng và có hỗn hợp lòng đỏ trứng và pho mát mascarpone đánh ở giữa, và có hương vị của rượu và ca cao), baicoli (bánh quy làm với bơ và vani) và nougat.
Các loại rượu vang lừng danh của Veneto là Bardolino, Prosecco, Soave, Amarone và Valpolicella DOC.

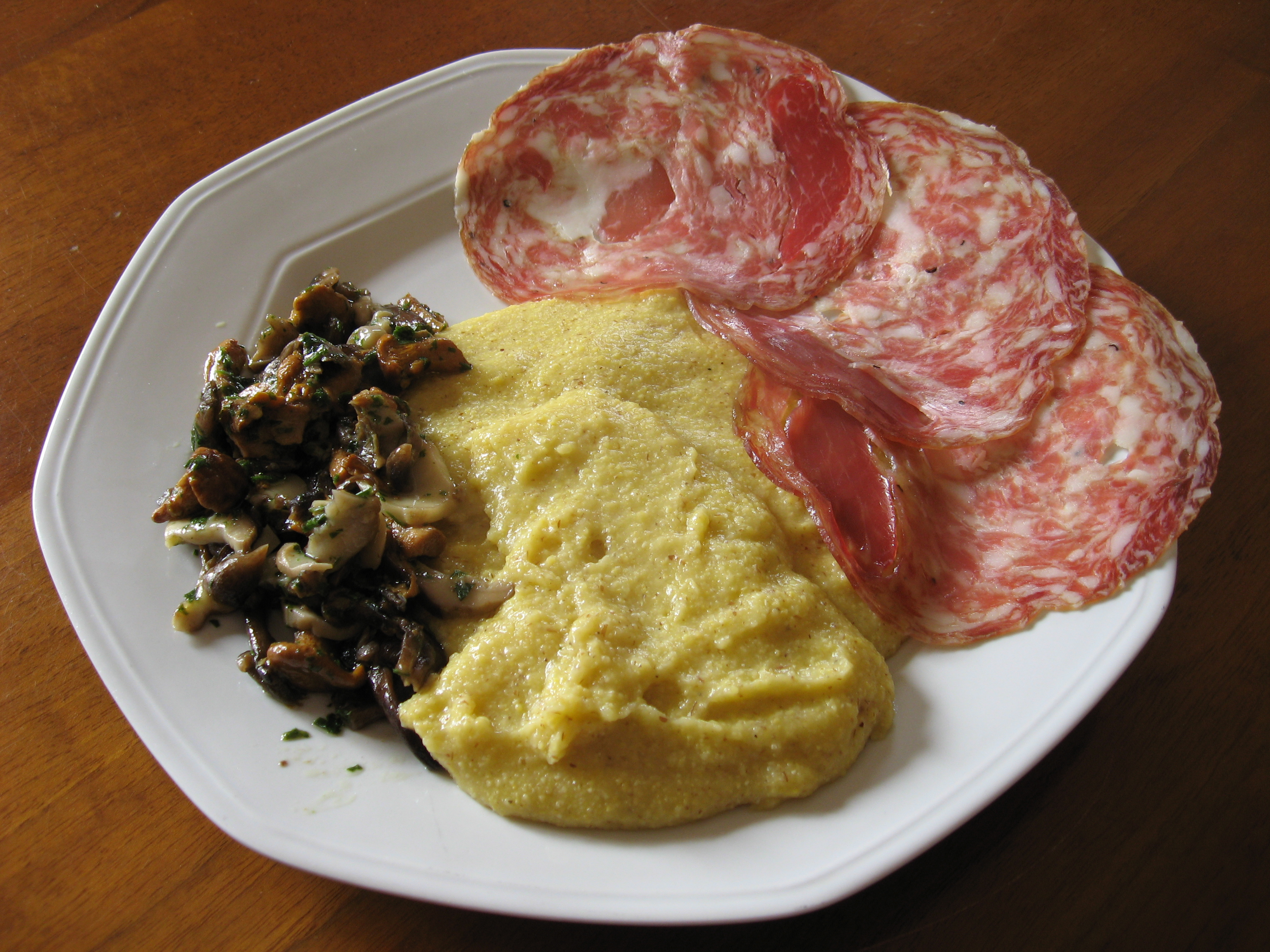
Polenta với Sopressa và nấm, một món ăn nhà nông truyền thống của Veneto
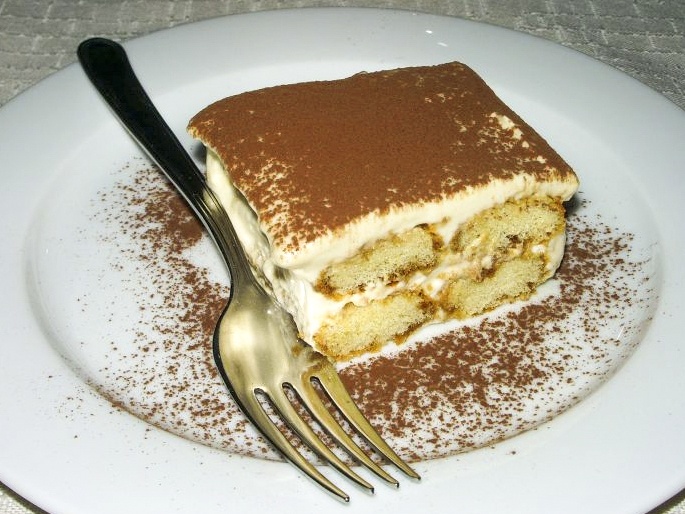
Tiramisu

## Cấu trúc bữa ăn

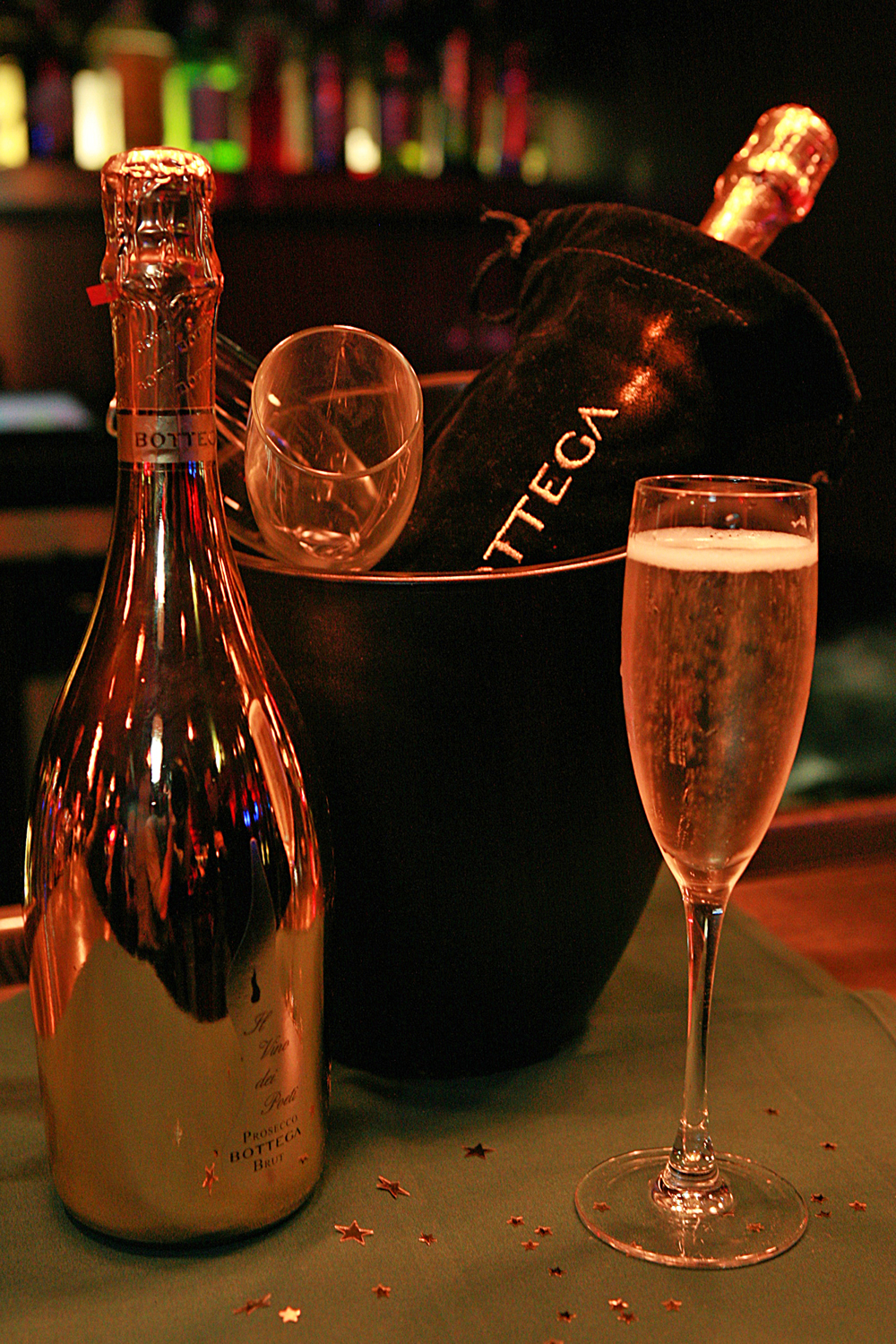
Một chai Prosecco có ga, được phân loại là aperitivo.

Theo truyền thống, các bữa ăn ở Ý thường bao gồm ba hoặc bốn món. Đặc biệt vào cuối tuần, bữa ăn thường được coi là thời gian dành cho gia đình và bạn bè thay vì chỉ để nghỉ ngơi; vì vật, bữa ăn thường dài hơn ở các quốc gia khác. Trong các ngày lễ như đêm Giáng Sinh hoặc đêm Giao Thừa, những bữa tiệc có thể kéo dài nhiều giờ.
Ngày nay, thực đơn Ý truyền thống được duy trì chủ yếu cho các sự kiện đặc biệt (ví dụ như đám cưới) trong khi thực đơn hàng ngày chỉ gồm món thứ nhất và/hoặc món thứ hai (món ăn thêm và cà phê). Một khía cạnh nổi bật của ẩm thực Ý là primo hay món đầu tiên thường làm no như risotto hoặc pasta. Ẩm thực Ý cũng có những món đơn (món tất-cả-trong-một), cung cấp cacbohydrat và protein cùng một lúc (ví dụ pasta và legume).
| Giai đoạn bữa ăn   | Thành phần |
| ------------------ | --- |
| Aperitivo          | Các loại apéritif là đồ uống trước một bữa ăn lớn, có thể là: Campari, Cinzano, Lucano, Prosecco, Aperol, Spritz, Vermouth. |
| Antipasto          | theo nghĩa đen là "trước bữa ăn", món khai vị nóng hoặc lạnh. |
| Primo              | "món đầu tiên", thường bao gồm một đĩa đồ nóng như pasta, risotto, gnocchi, hoặc súp. |
| Secondo            | "món thứ hai", món chính, thường là cá hoặc thịt. Theo truyền thống thịt bê, lợn và gà được sử dụng phổ biến nhất, ít nhất là ở phía Bắc, mặc dùng thịt bò trở ên phổ biến hơn kể từ chiến tranh thế giới thứ 2 và thú săn hoang dã được tìm thấy, đặc biệt là ở Toscana. Cá cũng rất phổ biến, đặc biệt là ở phía Nam. |
| Contorno           | "món ăn thêm", có thể là salad hoặc rau nấu chín. Thực đơn truyền thống phục vụ salad cùng với món chính. |
| Formaggio e frutta | "pho mát và hoa quả", món tráng miệng đầu tiên. Các loại pha mát đĩa phương cũng có thể thuộc phần antipasto hoặc contorno. |
| Dolce              | "đồ ngọt", ví dụ như bánh ngọt (như Tiramisu) và bánh quy. |
| Caffè              | cà phê. |
| Digestivo          | "tiêu hoá", rượu/rượu mùi (grappa, amaro, limoncello, sambuca, nocino, đôi khi được gọi là ammazzacaffè, "sát thủ cà phê"). |

## Phân loại quán ăn

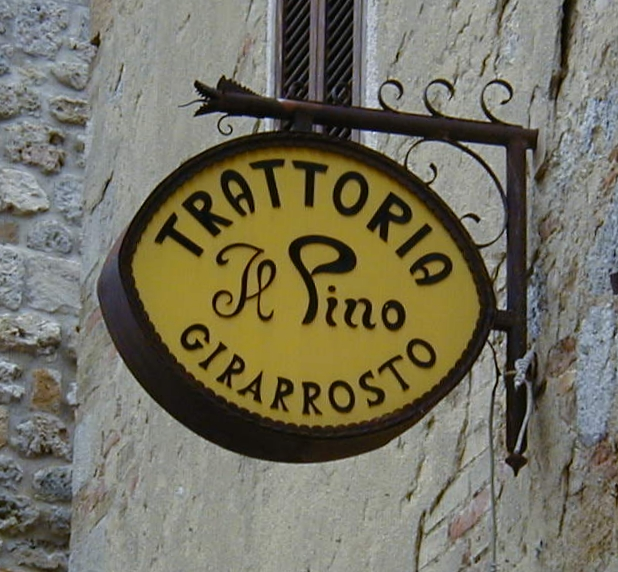
Biển báo trattoria

Mỗi loại quán ăn có chức năng riêng và thường gắn liền với chức năng đó.
| Loại quán            | Miêu tả |
| -------------------- | --- |
| Agriturismo          | Nông trại mà có cung cấp chỗ ở và các bữa ăn. Đôi khi bữa ăn chỉ được phục vụ cho khách đến ở. Theo luật Ý, họ chỉ được phục vụ các sản phẩm của vùng (trừ đồ uống). Được đánh dấu bằng ký hiệu xanh lá cây vàng ở với hình một con dao và một cái dĩa.                                                                                |
| Bar/Caffè            | Những địa điểm phục vụ cà phê, nước ngọt có ga, nước ép và đồ uống có cồn. Giờ mở cửa thường từ 6 giờ sáng đến 10 giờ tối. Đồ ăn có thể bao gồm bánh sừng bò và các loại bánh ngọt khác (thường được gọi là 'brioche' ở Bắc Ý), panini, tramezzini (bánh kẹp) và spuntini (đồ ăn nhẹ như là ô liu, bim bim và các miếng frittata nhỏ). |
| Birreria             | Một quán bar mà có cung cấp bia; có thể thấy ở vùng trung và bắc Ý. |
| Bruschetteria        | Chuyên về bruschetta, mặc dù các món khác cũng có thể được phục vụ. |
| Frasca/Locanda       | Nhà sản xuất rượu vang Friulian mà mở cửa vào buổi tối và có thể cung cấp thức ăn cùng với rượu của họ. |
| Gelateria            | Một cửa hàng kem/bar Ý bán gelato. Một cửa hàng mà khách hàng có thể mua gelato rồi mang đi, hoặc ngồi uống ăn nó trong cốc hoặc ốc quế. Các món tráng miệng từ đá, cà phê, hoặc rượu cũng có thể được cung cấp. |
| Osteria              | Chú trọng vào thức ăn đơn giản của vùng, thường không có thực đơn giấy. Nhiều quán chỉ mở buổi tối nhưng cũng có vài quán mở buổi trưa. Tên của nó trở thành mốt với những nhà hàng hạng sang theo phong cách mộc mạc. |
| Paninoteca/Panineria | Cửa hàng bánh kẹp mở cửa vào ban ngày. |
| Pizzeria             | Chuyên về pizza, thường với lò nướng bằng củi. |
| Polenteria           | Phục vụ polenta; không phổ biến, và chỉ có ở các vùng phía bắc. |
| Ristorante           | Thường cung cấp ẩm thực hạng sang với thực đơn được in ra. |
| Rosticceria          | Nhà hàng đồ ăn nhanh, cung cấp các món địa phương như cotoletta alla milanese, thịt quay (thường là lợn hoặc gà), supplì và arancini kể cả mua mang đi. |
| Spaghetteria         | Bắt nguồn từ Napoli, cung cấp các món pasta và các món chính khác. |
| Tavola Calda         | Hiểu theo nghĩa đen là "bàn nóng", cung cấp các món ăn vùng miền nấu sẵn. Hầu hết mở cửa từ 11 giờ sáng và đóng cửa muộn. |
| Trattoria            | Một quán ăn tối, thường là quán của gia đình, với giá không đắt và không khí thân mật. |

## Đồ uống

### Cà phê

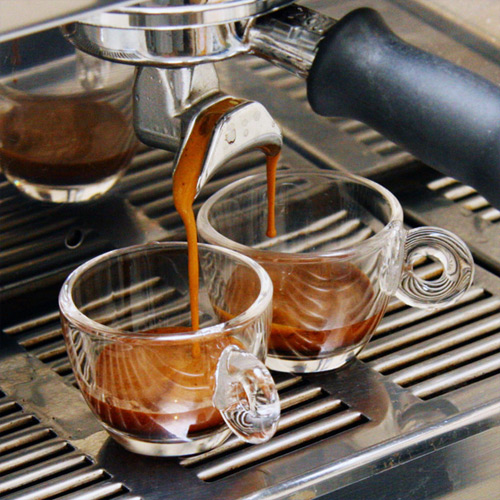
Espresso

Cà phê kiểu Ý (caffè), còn gọi là espresso, được làm từ một hỗn hợp hạt cà phê. Hạt espresso được rang đến mức trung bình hoặc trung bình tối ở phía bắc, và tối hơn ở phía nam.
Một quan niệm sai là espresso có nhiều cafêin hơn các loại cà phê khác; trong thực tế ngược lại mới đúng. Quá trình rang dài hơn làm mất đi cafêin. Máy pha espresso hiện đại, được phát minh năm 1937 bởi Achille Gaggia, sử dụng một cái bơm và hệ thống áp suất với nước được làm nóng đến 90 đến 95 °C (194 đến 203 °F) và đẩy với áp suất cao vài gam cà phê mịn trong 25–30 giây, tạo ra 25 mililít chất lỏng.
Máy làm cà phê tại nhà đơn giản hơn nhưng cũng hoạt động dưới cùng quy tắc. La Napoletana là một đồ vật có bốn phần với bếp ở trên và phần đế đặt lỏng lẻo trong một cái máy lọc; phần ấm đun được đổ đầy với nước và khi nó sôi, nó được lật lại và chảy nhỏ giọt qua đế.
Espresso thường được phục vụ trong cốc demitasse. Caffè macchiato được thêm một chút hơi và bọt sữa ở trên; ristretto mạnh và ít nước hơn; cappuccino được trộn hoặc phủ bên trên với bọt hơi sữa. Nó thường được coi là đồ uống buổi sáng, và thường được dùng sau bữa ăn; caffelatte có lượng cà phê và bọt sữa bằng nhau, giống với café au lait, và người ta thường phục vụ nó trong cốc to. Latte macchiato là một cốc sữa ấm với một chút cà phê và caffè corretto là được thêm vào một vài giọt đồ uống có cồn như grappa hoặc brandy.
Bicerin cũng là một loại cà phê Ý, từ Turin. Nó là hỗn hợp cappuccino và sô cô la nóng truyền thống và một chút sữa. Nó khá đặc, và thường thì kem/bọt béo và bột sô cô la được thêm vào bên trên.

### Đồ uống có cồn

#### Rượu vang

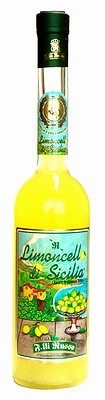
Một chai limoncello

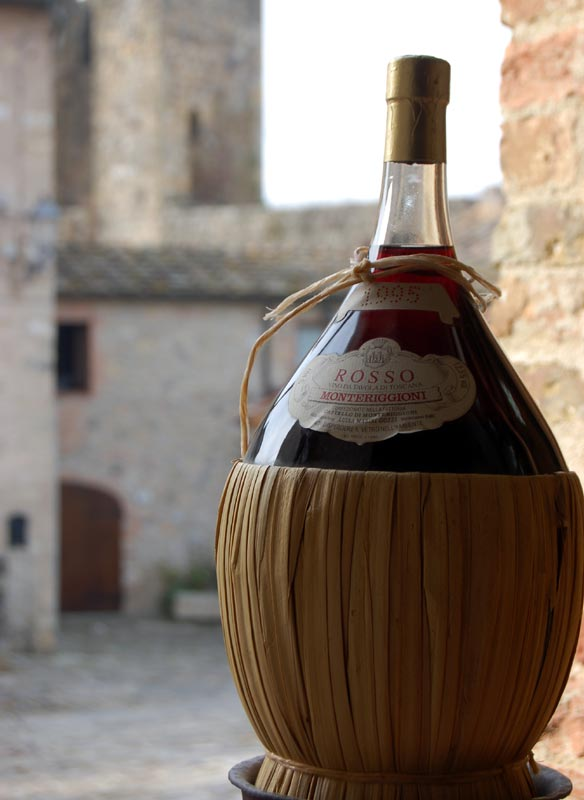
Chianti của Toscana trong chai fiasco truyền thống

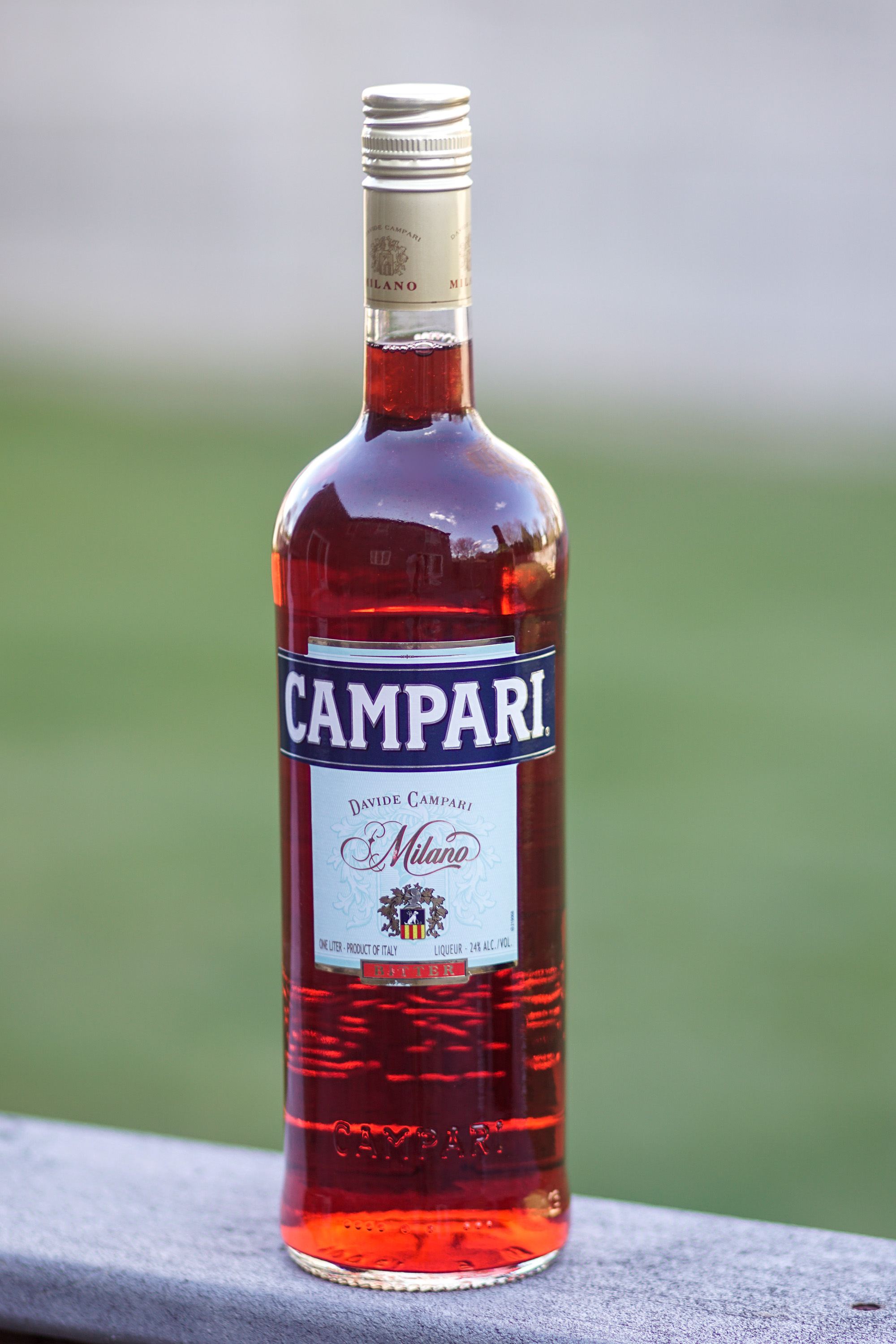
Một chai campari

Ý sảng xuất lượng vang lớn nhất trên thế giới và là cả nhà xuất khẩu và tiêu thụ rượu vang lớn nhất. Chỉ khoảng một phần tư lượng rượu vang được cho vào chai để bán lẻ. Hai phần ba tổng sản lượng dùng để trộn ở Pháp và Đức. Rượu vang được trưng cất thành rượu mạnh ở Ý vượt qua tổng sản lượng của Tân Thế giới. Có hai mươi vùng rượu vang riêng biệt.
Những vườn nho sản xuất rượu vang lớn đang cố loại bỏ hình ảnh vại rượu cổ mà thường gắn liền với rượu vang Ý. Để thúc đẩy điều này, Chính phủ Ý thông qua luật Denominazione di origine controllata (DOC) năm 1963 để quản lý xuất xứ, chất lượng, phương pháp sản xuất và loại nho. Ký hiệu Indicazione Geografica Tipica (IGT) là ký hiệu ít giới hạn hơn để giúp người làm rượu vang tiến tới mức DOC. Năm 1980, chính phủ tạo ra ký hiệu Denominazione di origine controllata e garantita (DOCG), chỉ dành cho những loại vang tốt nhất.
Ở Ý rượu vang (cùng với nước) thường được tiêu thụ trong các bữa bữa ăn, mặc dù rất hiếm khi nhìn thấy các bữa ăn được phục vụ với các loại đồ uống khác, cả có cồn hoặc không.

#### Bia
Ý sở hữu một loại các loại bia khác nhau, thường là lager nhạt. Bia không phổ biết như rượu vang (mặc dù điều này đang thay đổi, bia đang dần trở nên phổ biến hơn), và lượng tiêu thụ bia trung bình ở Ý ít hơn các nước láng giềng châu Âu, như Vương quốc Anh, Đức và Áo. Trong các hãng phổ biến, nhà máy bia phổ biến nhất là Peroni và Moretti. Bia ở Ý thường được uống ở pizzeria, và Nam Tyrol (vùng nói tiếng Đức) là vùng bia được sản xuất và tiêu thụ nhiều nhất.

#### Khác
Cũng có nhiều loại đồ uống có cồn nổi tiếng khác ở Ý. Limoncello,một loại rượu mùi vị chanh từ Sicilia và Nam Ý (Sorrento, Amalfi và Vịnh Napoli), nó là một trong những loại phổ biến nhất. Người ta làm nó từ chanh, nó là một loại đồ uống cực mạnh mà thường được uống với lượng rất nhỏ, trong cốc hoặc chén nhỏ.
Amaro Averna là đồ uống có cồn hỗ trợ tiêu hoá ở Sicilia, nó được làm với thảo mộc, và người ta thường uống sau những bữa ăn lớn. Mirto, một loại rượu trưng cất làm từ quả mọng (sim đỏ) và lá (sim trắng), phổ biến Sardinia và các vùng khác. Một đồ uống hỗ trợ tiêu hoá khác là Amaro Lucano từ Basilicata.
Grappa là loại đồ uống có cồn điển hình ở Bắc Ý, thường gắn liền với văn hoá của dãy Anpơ và thung lũng Po. Loại grappa phổ biến nhất được trưng cất ở Friuli-Venezia Giulia, Veneto, Piemonte và Trentino. Ba loại đồ uống có cồn hỗ trợ tiêu hoá nổi tiếng nhất của Ý là Martini, Vermouth và Campari. Một loại đồ uống có ga đang trở nên phổ biến trên thế giới và rẻ hơn sâm banh Pháp là prosecco, từ vùng Veneto.

## Món tráng miệng
Theo quan điểm của người Ý, bánh quy và kẹo được phân vào cùng một thứ hạng đồ ngọt. Các loại kẹo truyền thống bao gồm mứt hoa quả, torrone, và hạt dòn, tất cả chúng đều phổ biến trong thời nay. Trong thời Trung Cổ, bắc Ý trở nên rất nổi tiếng cho các sản phẩm hoa quả trộn chất lượng (có dạng giống như marmalade hoặc mứt, ngoại trừ nó đủ cứng để được tạo hình bằng khuôn).
Kẹo dragée, mà người Ý gọi là confetti, được dùng để ném trong đám cưới. Ý tưởng mang lại sự lãng mạn từ kẹo bắt đầu từ kẹo dragées của Ý, không muộn hơn đầu thế kỷ 19, và được tiếp tục đến nay cùng với những ghi chú tình yêu bên trong hộp sô cô la Baci nổi tiếng của Ý, bởi Perugina ở Milan. Loại sô cô la đặc biệt nhất là sự kết hợp của hạt phỉ và sô cô la sữa, giống ở trong sô cô la dạng phết như Nutella, được làm từ Ferrero SpA ở Alba, Cuneo, cũng như Baci của Perugnia và nhiều sản phẩm từ sô cô la.

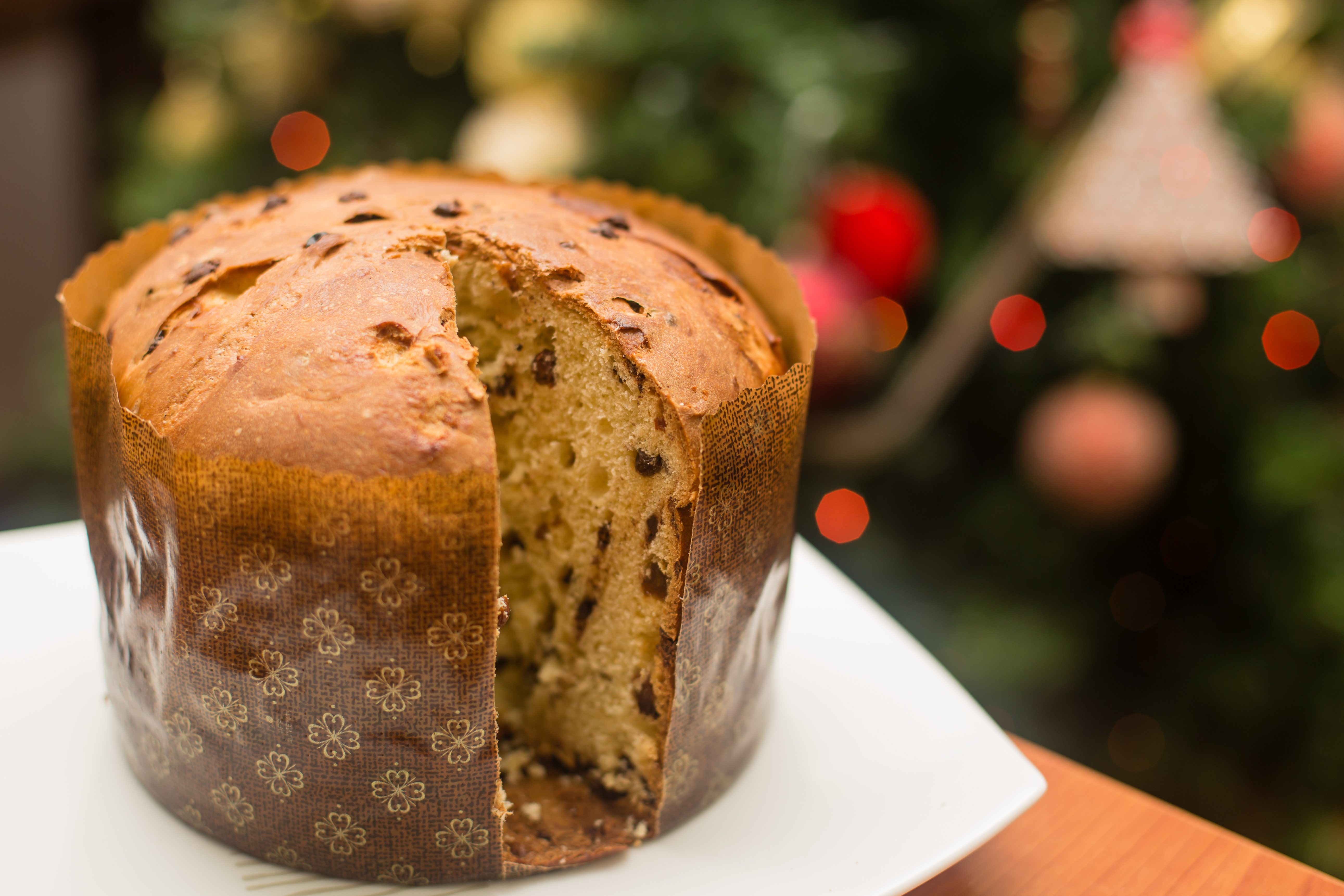
Panettone là một món bánh Giáng sinh truyền thống
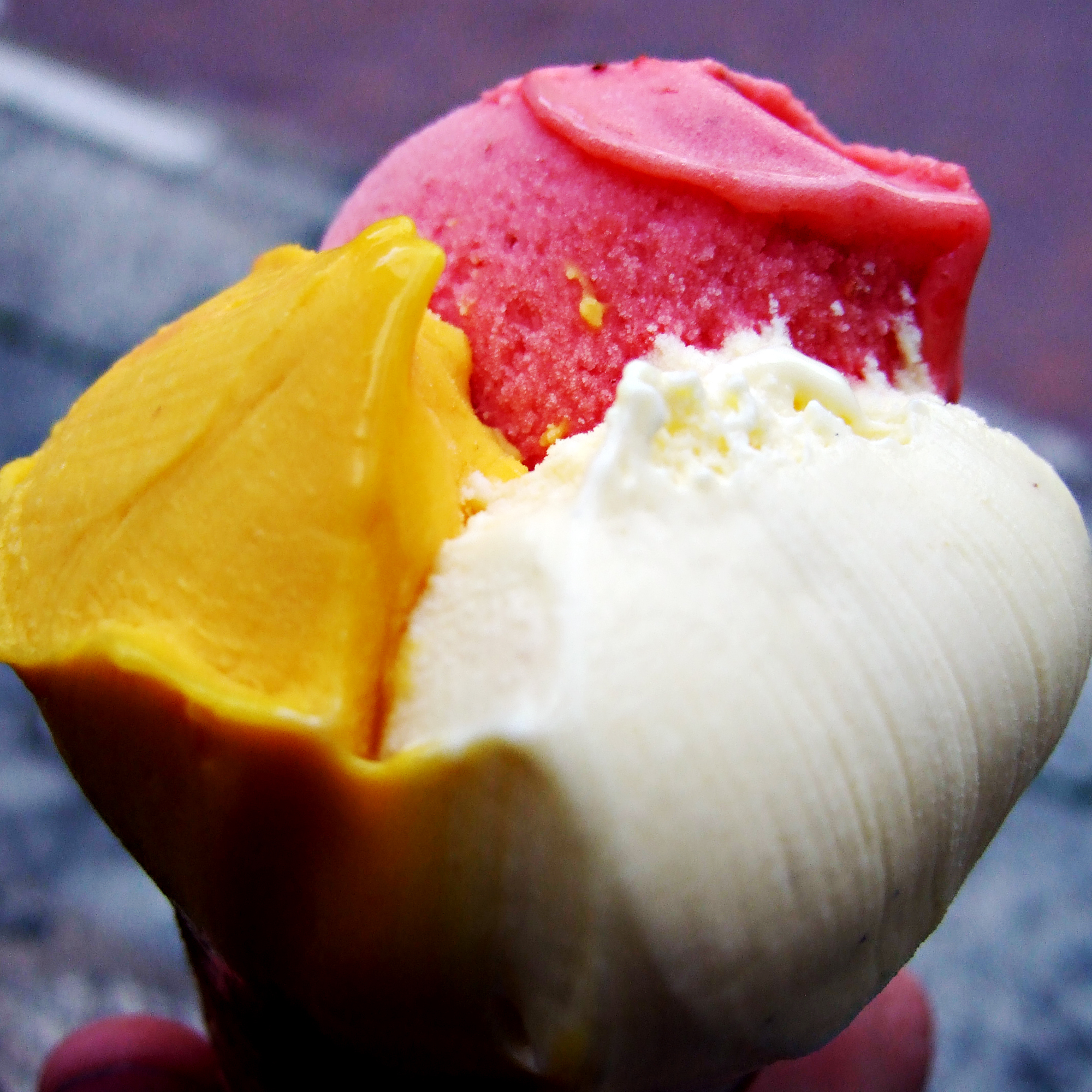
Gelato là một loại kem Ý
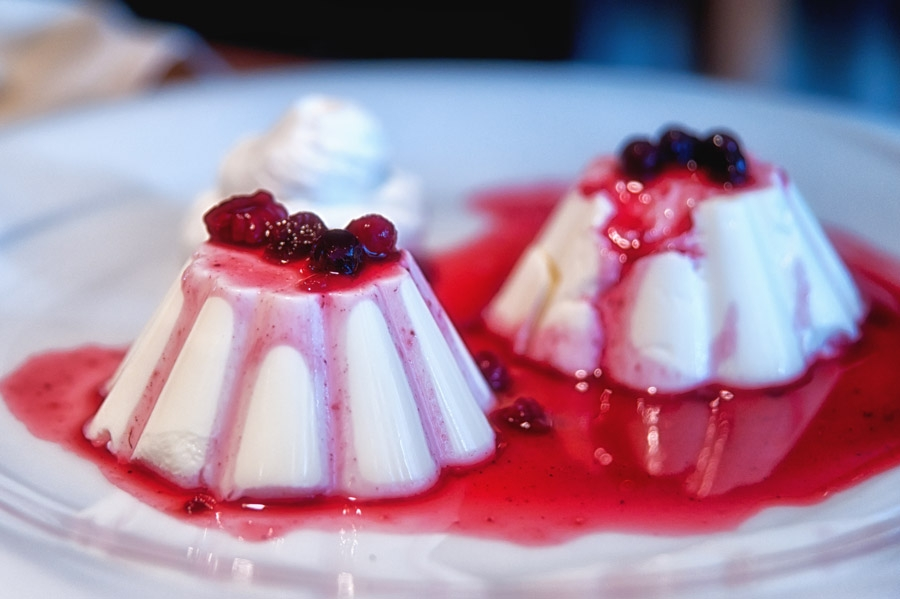
Panna Cotta với đồ trang trí
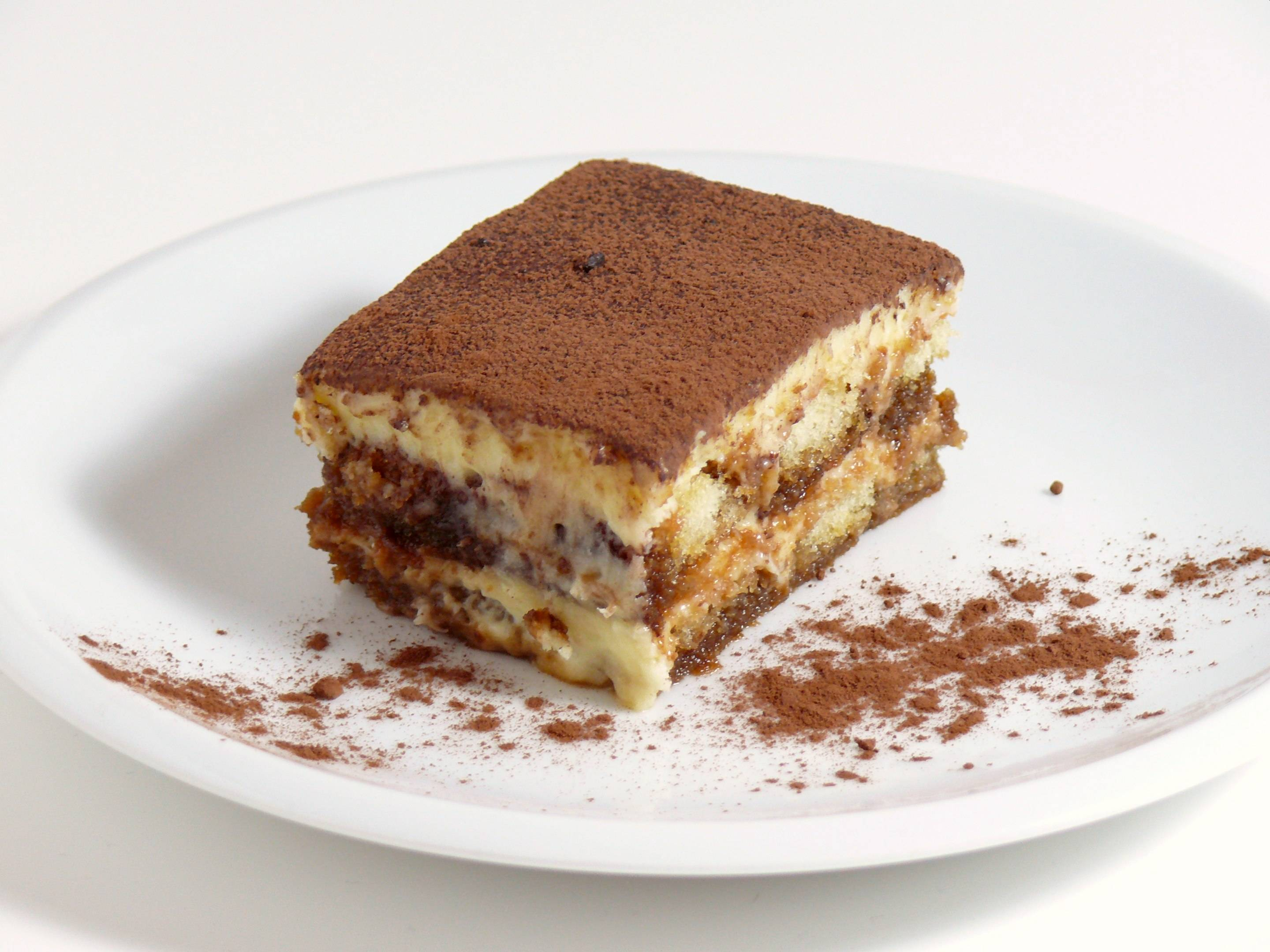
Tiramisu trang trí với bột sô cô la
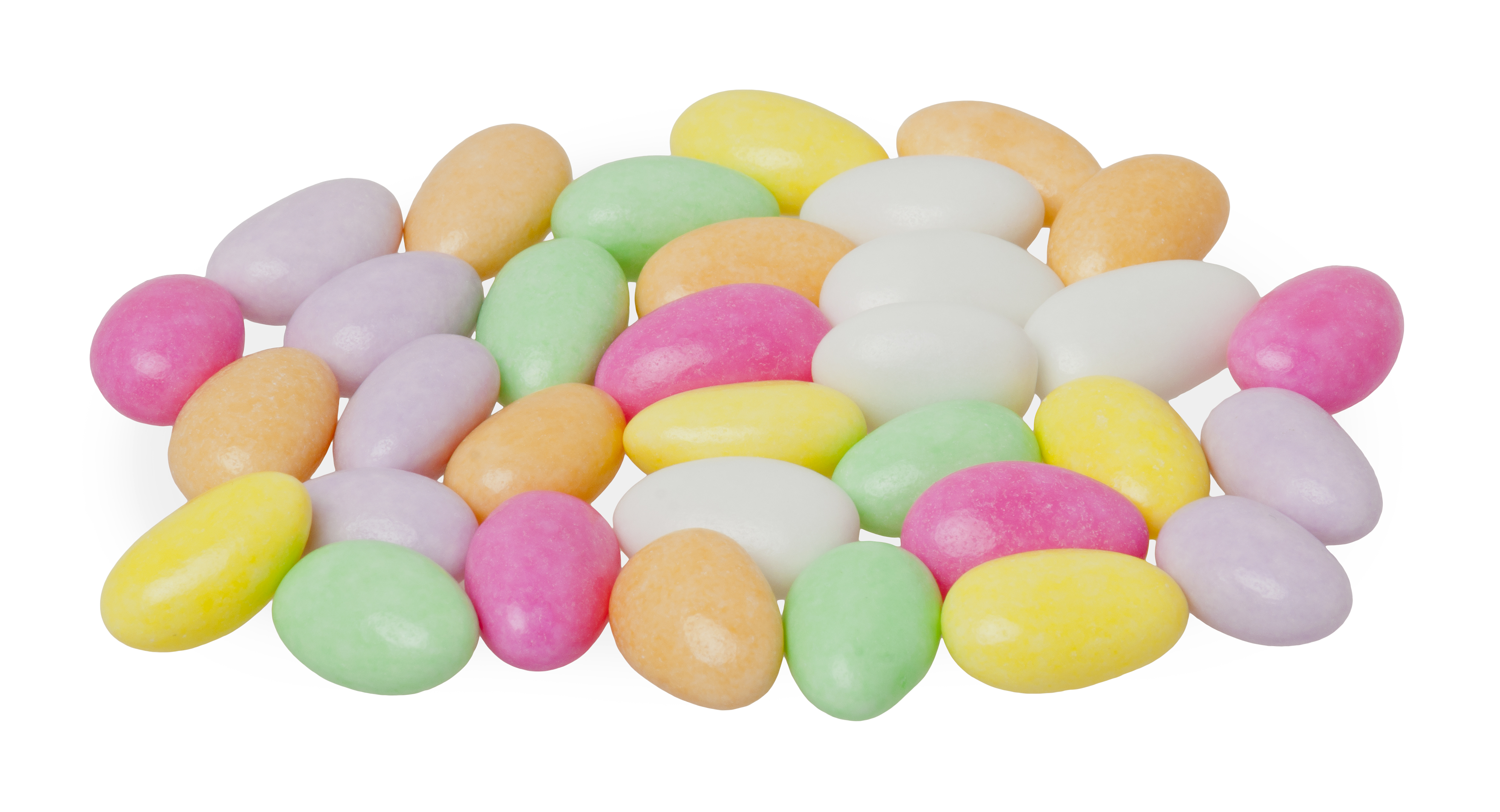
Kẹo dragée